# Список українських наукових періодичних видань
В Україні на початок 2020 років видається багато сотень наукових періодичних видань. Станом на 31 січня 2018 року Міністерством освіти та науки України було зареєстровано понад 1600 таких періодичних видань. При цьому точна кількість усіх таких видань невідома, за оцінками перевищує 2300 найменувань.
Станом на 15 жовтня 2019 року таких видань було вже 1954 друкованих та 199 електронних. При цьому до категорії «А» було віднесено 72 видання (68 друкованих і 4 електронних), до категорії «Б» 203 (186 і 17), а всі інші потрапили до найнижчої категорії «В».

## А
| Назва журналу | Засновники | Рік заснування          | Примітки                                                                                               |
| --- | --- | ----------------------- | --- |
| Авіаційно-космічна техніка і технологія                                                                                          | Національний аерокосмічний університет імені М. Є. Жуковського "Харківський авіаційний інститут" | 1993                    | |
| Автоматизация судовых технических средств                                                                                        | Одеська національна морська академія | 1993                    | |
| Автоматизація виробничих процесів у машинобудуванні та приладобудуванні                                                          | Національний університет "Львівська політехніка" | 1964                    | |
| Автоматизація технологічних і бізнес-процесів                                                                                    | Одеська національна академія харчових технологій | 2008                    | |
| Автоматизированные системы управления и приборы автоматики                                                                       | Харківський національний університет радіоелектроніки | 1965                    | |
| Автоматика. Автоматизація. Електротехнічні комплекси та системи                                                                  | Херсонський національний технічний університет | 1967                    | |
| Автоматическая сварка* | Національна академія наук України, Інститут електрозварювання імені Є. О. Патона Національної академії наук України, Міжнародна асоціація "Сварка" | 1948                    | |
| Автомобильный транспорт | Харківський національний автомобільно-дорожній університет, Північно-Східний науковий центр Транспортної академії України | 1998                    | |
| Автомобільні дороги і дорожнє будівництво                                                                                        | Національний транспортний університет | 1964                    | |
| Автохтонні та інтродуковані рослини                                                                                              | Національний дендрологічний парк "Софіївка" НАН України | 2005                    | |
| Автошляховик України | Державна служба автомобільних доріг України, Державний автотранспортний науково-дослідний і проектний інститут | 1960                    | |
| Аграрна економіка | Львівський державний аграрний університет | 2007                    | |
| Аграрна наука і освіта | Національний аграрний університет, Науково-методичний центр аграрної освіти Міністерства аграрної політики України | 2000                    | |
| Аграрна наука та харчові технології                                                                                              | Вінницький національний аграрний університет, Академія сільськогосподарських наук Грузії | 2015                    | |
| Аграрний вісник Причорномор'я (5 серій)                                                                                          | Одеський державний аграрний університет | 1997                    | |
| Агробіологія | Білоцерківський національний аграрний університет | 2009                    | |
| Агроекологічний журнал | Інститут агроекології і природокористування Національної академії аграрних наук України, Державна установа "Інститут охорони ґрунтів України" | 2001                    | |
| Агроінком | Міжнародний аграрно-промисловий інвестиційний концерн "Агропромінвест–інтернешнл" | 1997                    | |
| Агропромислове виробництво Полісся                                                                                               | Інститут сільського господарства Полісся Національної академії аграрних наук України | 2008                    | |
| Агросвіт | Дніпропетровський державний аграрний університет, Товариство з обмеженою відповідальністю "ДКЦ Центр" | 2001                    | |
| Агрохімія і ґрунтознавство | Національна академія аграрних наук України, Національний науковий центр "Інститут ґрунтознавства та агрохімії імені О. Н. Соколовського" | 1966                    | |
| Адаптивні системи автоматичного управління                                                                                       | Національний технічний університет України "Київський політехнічний інститут" | 1973                    | |
| Адвокат | Спілка адвокатів України, Академія адвокатури України, Укрінюрколегія, Українська адвокатська корпорація, Редакція журналу "Адвокат" | 1999                    | |
| Адгезия расплавов и пайка материалов                                                                                             | Національна академія наук України, Інститут проблем матеріалознавства імені І. М. Францевича | 1976                    | |
| Адміністративне право і процес                                                                                                   | Київський національний університет імені Тараса Шевченка | 2012                    | |
| Адміністративне судочинство | Вищий адміністративний суд України, ТОВ «Видавничий Дім «Ін Юре» | 2006                    | |
| Академічний огляд | Приватний вищий навчальний заклад "Дніпропетровський університет економіки та права імені Альфреда Нобеля" | 1994                    | |
| Актуальная инфектология | Державний заклад "Луганський державний медичний університет", громадянка України Мочалова Ганна Олександрівна, громадянин України Заславський Олександр Юрійович                                                                                                 | 2013                    | |
| Актуальні питання біології, екології та хімії                                                                                    | Запорізький національний університет | 2009                    | |
| Актуальні питання вітчизняної та всесвітньої історії                                                                             | |                         | |
| Актуальні питання гуманітарних наук                                                                                              | Дрогобицький державний педагогічний університет імені Івана Франка | 2012                    | |
| Актуальні питання іноземної філології                                                                                            | Східноєвропейський національний університет імені Лесі Українки | 2014                    | |
| Актуальні питання культурології                                                                                                  | Рівненський державний гуманітарний університет | 2003                    | |
| Актуальні питання корекційної освіти                                                                                             | Національний педагогічний університет імені М. П. Драгоманова, Кам'янець-Подільський національний університет імені Івана Огієнка | 2010                    | |
| Актуальні питання масової комунікації                                                                                            | |                         | |
| Актуальні питання медичної науки та практики                                                                                     | Державний заклад "Запорізька медична академія післядипломної освіти Міністерства охорони здоров’я України" | 1940                    | |
| Актуальні питання мистецької освіти та виховання                                                                                 | Сумський державний педагогічний університет ім. А. С. Макаренка | 2012                    | |
| Актуальні питання мистецької педагогіки                                                                                          | Хмельницька гуманітарно-педагогічна академія | 2011                    | |
| Актуальні питання педіатрії, акушерства та гінекології                                                                           | Державний вищий навчальний заклад "Тернопільський державний медичний університет імені І. Я. Горбачевського" | 2008                    | |
| Актуальні питання прикордонної безпеки. Сучасний стан та перспективи розвитку                                                    | Науково-дослідний інститут Державної прикордонної служби України | 2011                    | |
| Актуальні питання суспільних наук та історії медицини                                                                            | Буковинський державний медичний університет, СУЧАВСЬКИЙ УНІВЕРСИТЕТ ІМ. ШТЕФАНА ЧЕЛ МАРЕ (RUM) | 2014                    | Офіційний сайт [Архівовано 3 лютого 2018 у Wayback Machine.], 2-4 рази на рік,(укр.)(англ.)(фр.)(рос.) |
| Актуальні питання фармацевтичної та медичної науки та практики                                                                   | Запорізький державний медичний університет | 1997                    | |
| Актуальні питання філології | Приватний вищий навчальний заклад "Київський міжнародний університет" | 2011                    | |
| Актуальні проблеми автоматизації та інформаційних технологій                                                                     | Дніпропетровський національний університет імені Олеся Гончара | 1997                    | |
| Актуальні проблеми акушерства і гінекології, клінічної імунології та медичної генетики                                           | Луганський державний медичний університет | 1999                    | |
| Актуальні проблеми вдосконалення чинного законодавства України                                                                   | Прикарпатський національний університет імені Василя Стефаника | 1996                    | |
| Актуальні проблеми вітчизняної та всесвітньої історії. Збірник наукових праць                                                    | Харківський національний університет імені В. Н. Каразіна | 1994                    | |
| Актуальні проблеми вітчизняної та всесвітньої історії. Збірник наукових праць Рівненського державного гуманітарного університету | Рівненський державний гуманітарний університет | 2000                    | |
| Актуальні проблеми держави і права                                                                                               | Національний університет "Одеська юридична академія" | 1998                    | |
| Актуальні проблеми державного управління                                                                                         | Харківський регіональний інститут державного управління Національної академії державного управління при Президентові України | 1997                    | |
| Актуальні проблеми державного управління. Збірник наукових праць Одеського регіонального інституту державного управління         | Національна академія державного управління при Президентові України, Одеський регіональний інститут державного управління | 1999                    | |
| Актуальні проблеми державного управління, педагогіки та психології                                                               | Херсонський національний технічний університет | 2009                    | |
| Актуальні проблеми духовності | Державний вищий навчальний заклад "Криворізький державний педагогічний університет" | 1995                    | |
| Актуальні проблеми економіки *                                                                                                   | Закрите акціонерне товариство "Вищий навчальний заклад "Національна академія управління" | 2000                    | |
| Актуальні проблеми інноваційної економіки                                                                                        | Харківський національний технічний університет сільського господарства імені Петра Василенка | 2015                    | |
| Актуальні проблеми іноземної філології: Лінгвістика та літературознавство                                                        | Бердянський державний педагогічний університет | 2007                    | |
| Актуальні проблеми історії, теорії та практики художньої культури                                                                | Національна академія керівних кадрів культури і мистецтв | 1999                    | |
| Актуальні проблеми клінічної та профілактичної медицини                                                                          | Клінічна лікарня "Феофанія" Державного управління справами, Українська військово-медична академія | 2013                    | |
| Актуальні проблеми мистецької практики і мистецтвознавчої науки (Мистецькі обрії)                                                | Інститут проблем сучасного мистецтва Національної академії мистецтв України | 1999                    | |
| Актуальні проблеми міжнародних відносин                                                                                          | Інститут міжнародних відносин Київського університету імені Тараса Шевченка | 1996                    | |
| Актуальні проблеми навчання та виховання людей з особливими потребами                                                            | Відкритий міжнародний університет розвитку людини "Україна", Інститут вищої освіти Національної академії педагогічних наук України, Інститут спеціальної педагогіки Національної академії педагогічних наук України                                              | 2002                    | |
| Актуальні проблеми нефрології | Національний медичний університет імені О. О. Богомольця | 1998                    | |
| Актуальні проблеми політики | Національний університет "Одеська юридична академія", Південноукраїнський центр гендерних проблем | 1997                    | |
| Актуальні проблеми права: теорія і практика                                                                                      | Східноукраїнський національний університет імені Володимира Даля | 2000                    | |
| Актуальні проблеми правознавства                                                                                                 | Тернопільський національний економічний університет | 2000                    | |
| Актуальні проблеми психології | Інститут психології імені Г. С. Костюка Національної академії педагогічних наук України | 2003                    | |
| Актуальні проблеми розвитку економіки регіону *                                                                                  | Державний вищий навчальний заклад "Прикарпатський національний університет імені Василя Стефаника" | 2005                    | |
| Актуальні проблеми романо-германської філології та прикладної лінгвістики                                                        | Чернівецький національний університет імені Юрія Федьковича | 2010                    | |
| Актуальні проблеми слов'янської філології. Серія: Лінгвістика і літературознавство (Бердянськ)                                   | Приватний вищий навчальний заклад "Київський міжнародний університет", Горлівський державний педагогічний інститут іноземних мов | 2011                    | |
| Актуальні проблеми соціології, психології, педагогіки. Збірник наукових праць                                                    | Київський національний університет імені Тараса Шевченка | 2004                    | |
| Актуальні проблеми сучасної медицини: Вісник Української медичної стоматологічної академії                                       | ВДНЗУ «Українська медична стоматологічна академія» ? | 2006, свідоцтво?        | Офіційна сторінка [Архівовано 3 лютого 2018 у Wayback Machine.], 4 рази на рік?                        |
| Актуальні проблеми сучасної філології. Літературознавство                                                                        | Рівненський державний гуманітарний університет | 1994                    | |
| Актуальні проблеми сучасної філології. Мовознавчі студії                                                                         | Рівненський державний гуманітарний університет | 1996                    | |
| Актуальні проблеми транспортної медицини                                                                                         | Український науково-дослідний інститут медицини транспорту Міністерства охорони здоров’я України; Фізико-хімічний інститут ім. О.В. Богатського Національної академії наук України                                                                               | 2005                    | Офіційний сайт [Архівовано 3 лютого 2018 у Wayback Machine.], 1 раз на квартал                         |
| Актуальні проблеми української лінгвістики: теорія і практика                                                                    | Київський національний університет імені Тараса Шевченка | 2000                    | |
| Актуальні проблеми української літератури і фольклору                                                                            | Донецький національний університет | 1998                    | |
| Актуальні проблеми фізичної культури і спорту                                                                                    | Державний науково-дослідний інститут фізичної культури і спорту | 2003                    | |
| Актуальні проблеми філології та перекладознавства                                                                                | Хмельницький національний університет | 2005                    | |
| Актуальні проблеми філософії та соціології                                                                                       | Національний університет "Одеська юридична академія" | 2014                    | |
| Актуальні філософські та культурологічні проблеми сучасності                                                                     | Київський національний лінгвістичний університет | 2007                    | |
| Акустичний вісник | Інститут гідромеханіки Національної академії наук України | 1988                    | |
| Акушерство. Гінекологія. Генетика                                                                                                | громадянка України Влас Євгенія Олександрівна | 2015                    | |
| Альгология | Національна академія наук України, Інститут ботаніки імені М. Г. Холодного Національної академії наук України | 1991                    | |
| Альманах міжнародного права | Міжнародний гуманітарний університет | 2009                    | |
| Альманах Полтавського державного педагогічного університету — "Рідний край"                                                      | |                         | |
| Альманах права | Інститут держави і права імені В. М. Корецького Національної академії наук України | 2011                    | |
| Американська історія та політика                                                                                                 | Київський національний університет імені Тараса Шевченка | 2016                    | |
| Американські літературні студії в Україні                                                                                        | Інститут літератури імені Т. Г. Шевченка Національної академії наук України | 2004                    | |
| Аналітика і влада | Національна академія державного управління при Президентові України | 2010                    | |
| Англістика та американістика | Дніпропетровський національний університет | 2004                    | |
| Аннали Мечниковського інституту                                                                                                  | Інститут мікробіології та імунології імені І. І. Мечникова Національної академії медичних наук України | 1905 (відновлений 2001) | |
| Антропологічні виміри філософських досліджень                                                                                    | Дніпропетровський національний університет залізничного транспорту імені академіка В. Лазаряна | 2012                    | |
| Аркадіа | Одеський національний політехнічний університет, ТОВ “Студія “Негоціант” | 2003                    | |
| Арт-простір | Київський університет імені Бориса Грінченка | 2015                    | |
| Артиллерийское и стрелковое вооружение                                                                                           | Конструкторське бюро «Артиллерийское вооружение» | 1999                    | |
| Археологический альманах | |                         | |
| Археологічні дослідження Львівського університету                                                                                | Львівський національний університет імені Івана Франка | 1996                    | |
| Археологія (журнал) | Національна академія наук України, Інститут археології Національної академії наук України | 1989                    | |
| Археологія і давня історія України                                                                                               | Інститут археології Національної академії наук України | 2009                    | |
| Архів клінічної медицини | Івано-Франківський національний медичний університет | 2002?, 2012             | Офіційний сайт [Архівовано 3 лютого 2018 у Wayback Machine.]                                           |
| Архив клинической и экспериментальной медицины                                                                                   | Донецький національний медичний університет імені М. Горького | 1992                    | |
| Архів офтальмології України | Донецький національний медичний університет імені М. Горького | 2013                    | |
| Архів психіатрії | Український Науково-дослідний інститут соціальної і судової психіатрії та наркології Міністерства охорони здоров'я України | 1995                    | |
| Архіви України | Державна архівна служба України, Інститут української археографії та джерелознавства імені М. С. Грушевського Національної академії наук України, Український інститут національної пам'яті, Державний центр збереження документів Національного архівного фонду | 1947                    | |
| Архітектурний вісник КНУБА | Київський національний університет будівництва і архітектури | 2013                    | |
| Аспекти історичного музикознавства                                                                                               | Харківський державний університет мистецтв ім. І.П. Котляревського | 1998                    | |
| Аспекти публічного управління | Дніпропетровський регіональний інститут державного управління Національної академії державного управління при Президентові України, Центр соціально-політичних досліджень                                                                                        | 2013                    | |
| Астма і алергія | Інститут фтизіатрії і пульмонології імені Ф. Г. Яновського Академії медичних наук України, Асоціація спеціалістів з проблем бронхіальної астми й алергії України                                                                                                 | 2002                    | |
| АСУ та прилади автоматики | |                         | |

## Б
| Назва журналу                                                                                 | Засновники                                  | Рік заснування | Примітки |
| --------------------------------------------------------------------------------------------- | ------------------------------------------- | -------------- | --- |
| Бахмутський шлях                                                                              |                                             |                | |
| Бетон и железобетон в Украине                                                                 |                                             |                | |
| Библиотеки и информационные ресурсы в современном мире науки, культуры, образования и бизнеса |                                             |                | |
| Библиотеки национальных академий наук: проблемы функционирования, тенденции развития          |                                             |                | |
| Бібліотекознавство. Документознавство. Інформологія *                                         |                                             |                | |
| Бібліотечна планета                                                                           |                                             |                | |
| Бібліотечний вісник                                                                           |                                             |                | |
| Біблія і культура                                                                             |                                             |                | |
| Бізнес Інформ *                                                                               |                                             |                | |
| Бізнес-навігатор                                                                              |                                             |                | |
| Біль, знеболювання і інтенсивна терапія                                                       |                                             |                | |
| Біологічні студії/Studia Biologica                                                            |                                             |                | |
| Біологія і хімія в школі *                                                                    |                                             |                | |
| Біологія тварин                                                                               |                                             |                | |
| Біоніка інтелекту                                                                             |                                             |                | |
| Біоресурси і природокористування                                                              |                                             |                | |
| Біотехнологія                                                                                 |                                             |                | |
| Біофізичний вісник                                                                            |                                             |                | |
| Боспорські дослідження                                                                        |                                             |                | |
| Борисфен                                                                                      |                                             |                | |
| Боротьба з організованою злочинністю і корупцією (теорія і практика)                          |                                             |                | |
| Бранта: Сборник научных трудов Азово-Черноморской орнитологической станции                    |                                             |                | |
| Будівельні конструкції                                                                        |                                             |                | |
| Будівельні матеріали, вироби та санітарна техніка                                             |                                             |                | |
| Буковинський журнал                                                                           |                                             |                | |
| Буковинський медичний вісник                                                                  | Буковинський державний медичний університет | 1997?, 2009    | Офіційний сайт [Архівовано 9 березня 2022 у Wayback Machine.], Open Journal Systems [Архівовано 22 березня 2022 у Wayback Machine.], 4 рази на рік(укр.)(англ.)(рос.) |
| Буріння (журнал)                                                                              |                                             |                | |
| Бухгалтерський облік, аналіз та аудит: проблеми теорії, методології, організації              |                                             |                | |
| Бухгалтерський облік і аудит *                                                                |                                             |                | |
| Бюлетень ДНБС                                                                                 |                                             |                | |
| Бюлетень Інституту зернового господарства                                                     |                                             |                | |
| Бюлетень Міжнародного Нобелівського економічного форуму                                       |                                             |                | |
| Бюлетень Міністерства юстиції України                                                         |                                             |                | |

## В
| Назва журналу | Засновники                                                                                            | Рік заснування              | Примітки                                                      |
| --- | --- | --------------------------- | ------------------------------------------------------------- |
| Вентиляція, освітлення та теплогазопостачання | |                             |                                                               |
| Вересень * | |                             |                                                               |
| Вестник зоологии * | |                             |                                                               |
| Вестник физиотерапии и курортологии * | |                             |                                                               |
| Вестник Харьковского национального автомобильно-дорожного университета                                                                                            | |                             |                                                               |
| Ветеринарна біотехнологія | |                             |                                                               |
| Взрывозащищенное электрооборудование | |                             |                                                               |
| Вибори та демократія | |                             |                                                               |
| Викладання мов у вищих навчальних закладах освіти на сучасному етапі. Міжпредметні зв'язки                                                                        | |                             |                                                               |
| Вимірювальна та обчислювальна техніка в технологічних процесах | |                             |                                                               |
| Виноградарство і виноробство [Ялта] | |                             |                                                               |
| Високі технології в машинобудуванні | |                             |                                                               |
| Витоки педагогічної майстерності | |                             |                                                               |
| Вища освіта України * | |                             |                                                               |
| Вища школа * | |                             |                                                               |
| Вібрації в техніці та технології | |                             |                                                               |
| Вівчарство | |                             |                                                               |
| Від бароко до постмодернізму | |                             |                                                               |
| Відбір і обробка інформації | |                             |                                                               |
| «Відкрите освітнє е-середовище сучасного університету» – електронне наукове фахове видання                                                                        | Київський столичний університет імені Бориса Грінченка                                                | 2015                        | Офіційний сайт , два випуски на рік (укр.)(англ.)             |
| Відкриті інформаційні та комп'ютерні інтегровані технології | |                             |                                                               |
| Відновлювана енергетика * | |                             |                                                               |
| Відповідальна економіка | |                             |                                                               |
| Військова медицина України | Українська військово-медична академія ?                                                               | 2000                        | Офіційна сторінка, щоквартально (укр.)                        |
| Військова освіта | |                             |                                                               |
| Військово-науковий вісник | |                             |                                                               |
| Військово-технічний збірник | |                             |                                                               |
| Вісник аграрної науки * | |                             |                                                               |
| Вісник аграрної науки Причорномор'я | |                             |                                                               |
| Вісник Академії адвокатури України | |                             |                                                               |
| Вісник Академії митної служби України. Серія: "Державне управління"                                                                                               | |                             |                                                               |
| Вісник Академії митної служби України. Серія: "Економіка" | |                             |                                                               |
| Вісник Академії митної служби України. Серія: "Право" | |                             |                                                               |
| Вісник Академії митної служби України. Серія: "Технічні науки" | |                             |                                                               |
| Вісник Академії правових наук України | |                             |                                                               |
| Вісник Академії праці і соціальних відносин Федерації профспілок України                                                                                          | |                             |                                                               |
| Вісник Археології, мистецтва, культурної археології "Ант" | |                             |                                                               |
| Вісник Астрономічної школи | |                             |                                                               |
| Вісник Бердянського університету менеджменту і бізнесу | |                             |                                                               |
| Вісник Верховного Суду України | |                             |                                                               |
| Вісник Вищого адміністративного суду України | |                             |                                                               |
| Вісник Вищої ради юстиції | |                             |                                                               |
| Вісник Вінницького національного медичного університету | |                             |                                                               |
| Вісник Вінницького політехнічного інституту | |                             |                                                               |
| Вісник геодезії та картографії * | |                             |                                                               |
| Вісник гігієни та епідеміології | |                             |                                                               |
| Вісник господарського судочинства | |                             |                                                               |
| Вісник двигунобудування | |                             |                                                               |
| Вісник Державного університету інформаційно-комунікаційних технологій                                                                                             | |                             |                                                               |
| Вісник Державної академії керівних кадрів культури і мистецтв | |                             |                                                               |
| Вісник ДІТБ | |                             |                                                               |
| Вісник Дніпропетровського державного аграрного університету | |                             |                                                               |
| Вісник Дніпропетровського національного університету залізничного транспорту імені академіка В. Лазаряна *                                                        | |                             |                                                               |
| Вісник Дніпропетровського університету (15 серій) | |                             |                                                               |
| Вісник Дніпропетровського університету економіки та права імені Альфреда Нобеля. Серія «Педагогіка і психологія»                                                  | |                             |                                                               |
| Вісник Дніпропетровського університету економіки та права імені Альфреда Нобеля. Серія «Філологічні науки»                                                        | |                             |                                                               |
| Вісник Дніпропетровської державної фінансової академії: Економічні науки (Вісник ДДФА: Економічні науки)                                                          | |                             |                                                               |
| Вісник Донбаської державної машинобудівної академії | |                             |                                                               |
| Вісник Донбаської національної академії будівництва і архітектури                                                                                                 | |                             |                                                               |
| Вісник Донецького національного університету економіки і торгівлі імені Михайла Туган-*Барановського (3 серії)                                                    | |                             |                                                               |
| Вісник Донецького національного університету. Серія А: Природничі науки                                                                                           | |                             |                                                               |
| Вісник Донецького національного університету. Серія Б: Гуманітарні науки                                                                                          | |                             |                                                               |
| Вісник Донецького національного університету. Серія В: Економіка і право                                                                                          | |                             |                                                               |
| Вісник Донецького університету економіки та права | |                             |                                                               |
| Вісник Донецької академії автомобільного транспорту | |                             |                                                               |
| Вісник економіки транспорту і промисловості | |                             |                                                               |
| Вісник економічної науки України | |                             |                                                               |
| Вісник епілептології | |                             |                                                               |
| Вісник Житомирського державного технологічного університету. Економічні науки                                                                                     | |                             |                                                               |
| Вісник Житомирського державного технологічного університету. Технічні науки                                                                                       | |                             |                                                               |
| Вісник Житомирського державного університету імені Івана Франка                                                                                                   | |                             |                                                               |
| Вісник Житомирського національного агроекологічного університету                                                                                                  | |                             |                                                               |
| Вісник Запорізького національного університету (7 серій) | |                             |                                                               |
| Вісник Запорізького юридичного інституту Дніпропетровського державного університету внутрішніх справ                                                              | |                             |                                                               |
| Вісник Інженерної академії України | |                             |                                                               |
| Вісник Інституту археології | |                             |                                                               |
| Вісник Інституту розвитку дитини | |                             |                                                               |
| Вісник інституту "Укрзахідпроектреставрація" | |                             |                                                               |
| Вісник Кам’янець-Подільського національного університету імені Івана Огієнка                                                                                      | |                             |                                                               |
| Вісник Київського інституту бізнесу та технологій | |                             |                                                               |
| Вісник Київського національного лінгвістичного університету (3 серії)                                                                                             | |                             |                                                               |
| Вісник Київського національного торговельно-економічного університету *                                                                                           | |                             |                                                               |
| Вісник Київського національного університету імені Тараса Шевченка **                                                                                             | |                             |                                                               |
| Вісник Київського національного університету імені Тараса Шевченка. Географія *                                                                                   | |                             |                                                               |
| Вісник Київського національного університету імені Тараса Шевченка. Геологія                                                                                      | |                             |                                                               |
| Вісник Київського національного університету імені Тараса Шевченка. Радіофізика та електроніка                                                                    | |                             |                                                               |
| Вісник Київського національного університету імені Тараса Шевченка. Серія: Соціологія                                                                             | |                             |                                                               |
| Вісник Київського національного університету імені Тараса Шевченка. Серія фізико-математичні науки *                                                              | |                             |                                                               |
| Вісник Київського національного університету технологій та дизайну                                                                                                | |                             |                                                               |
| Вісник Клубу Панкреатологів | |                             |                                                               |
| Вісник Книжкової палати | |                             |                                                               |
| Вісник КНУКіМ. Збірник наукових праць. Серія: мистецтвознавство                                                                                                   | |                             |                                                               |
| Вісник КНУКіМ. Збірник наукових праць. Серія: педагогіка | |                             |                                                               |
| Вісник Конституційного Суду України | |                             |                                                               |
| Вісник Кременчуцького державного політехнічного університету імені Михайла Остроградського                                                                        | |                             |                                                               |
| Вісник Криворізького економічного інституту КНЕУ | |                             |                                                               |
| Вісник Криворізького технічного університету | |                             |                                                               |
| Вісник Луганського державного університету внутрішніх справ імені Е. О. Дідоренка                                                                                 | |                             |                                                               |
| Вісник Луганського національного університету імені Тараса Шевченка (7 серій)                                                                                     | |                             |                                                               |
| Вісник Львівського державного інституту новітніх технологій та управління імені В’ячеслава Чорновола *                                                            | |                             |                                                               |
| Вісник Львівського державного університету безпеки життєдіяльності                                                                                                | |                             |                                                               |
| Вісник Львівського інституту економіки і туризму | |                             |                                                               |
| Вісник Львівського національного аграрного університету | |                             |                                                               |
| Вісник Львівського університету (10 серій) | |                             |                                                               |
| Вісник Львівського університету. Серія біологічна | |                             |                                                               |
| Вісник Львівського університету. Серія геологічна | |                             |                                                               |
| Вісник Львівського університету. Серія іноземні мови | |                             |                                                               |
| Вісник Львівського університету. Серія історична | |                             |                                                               |
| Вісник Львівського університету. Серія книгознавство, бібліотекознавство та інформаційні технології                                                               | |                             |                                                               |
| Вісник Львівського університету. Серія соціологічна | |                             |                                                               |
| Вісник Львівського університету. Серія філологічна | |                             |                                                               |
| Вісник Львівського університету. Серія хімічна | |                             |                                                               |
| Вісник Львівського університету. Серія юридична | |                             |                                                               |
| Вісник Львівської державної фінансової академії | |                             |                                                               |
| Вісник Львівської комерційної академії (3 серії) | |                             |                                                               |
| Вісник Львівської національної академії мистецтв | |                             |                                                               |
| Вісник Маріупольського державного гуманітарного університету | |                             |                                                               |
| Вісник Міжнародного Слов'янського університету. Харків | |                             |                                                               |
| Вісник МНТУ. Збірник наукових праць | |                             |                                                               |
| Вісник морфології | |                             |                                                               |
| Вісник наукових досліджень | |                             |                                                               |
| Вісник Національного авіаційного університету | |                             |                                                               |
| Вісник Національного авіаційного університету. Серія: Філософія. Культурологія                                                                                    | |                             |                                                               |
| Вісник Національного банку України | |                             |                                                               |
| Вісник Національного науково-природничого музею | |                             |                                                               |
| Вісник Національного технічного університету України "Київський політехнічний інститут". Політологія. Соціологія. Право                                           | Національний технічний університет України «Київський політехнічний інститут імені Ігоря Сікорського» | 2008                        | Офіційний сайт , щоквартально (укр.)(англ.)                   |
| Вісник Національного технічного університету України "Київський політехнічний інститут": Серія "Гірництво"                                                        | |                             |                                                               |
| Вісник Національного технічного університету України "Київський політехнічний інститут". Серія машинобудування                                                    | |                             |                                                               |
| Вісник Національного технічного університету України "Київський політехнічний інститут". Серія приладобудування                                                   | |                             |                                                               |
| Вісник Національного технічного університету України "Київський політехнічний інститут". Серія: *Радіотехніка. Радіоапаратобудування                              | Національний технічний університет України «Київський політехнічний інститут імені Ігоря Сікорського» | 1956                        | Офіційний сайт щоквартально (укр.)(англ.)                     |
| Вісник НТУ України "Київський політехнічний інститут", Серія "Хімічна інженерія, екологія та ресурсозбереження"                                                   | |                             |                                                               |
| Вісник Національного технічного університету "Харківський політехнічний інститут" (24 серії)                                                                      | |                             |                                                               |
| Вісник Національного транспортного університету | |                             |                                                               |
| Вісник Національного університету водного господарства та природокористування                                                                                     | |                             |                                                               |
| Вісник Національного університету "Львівська політехніка" (23 серії)                                                                                              | |                             |                                                               |
| Вісник Національного університету України "Київський політехнічний інститут". Інформатика, управління та обчислювальна техніка                                    | |                             |                                                               |
| Вісник Національної академії державного управління при Президентові України                                                                                       | |                             |                                                               |
| Вісник Національної академії Державної прикордонної служби України                                                                                                | |                             |                                                               |
| Вісник Національної академії наук України | |                             |                                                               |
| Вісник Національної академії оборони України | |                             |                                                               |
| Вісник Національної академії прокуратури України | |                             |                                                               |
| Вісник Національної юридичної академії України імені Ярослава Мудрого. Серія: Економічна теорія та право                                                          | |                             |                                                               |
| Вісник Національної юридичної академії України імені Ярослава Мудрого. Серія: Філософія, філософія права, політологія, соціологія                                 | |                             |                                                               |
| Вісник невідкладної і відновної медицини | АМНУ, МОЗ України та Донец. мед. ун-т                                                                 | 2000                        |                                                               |
| Вісник Одеського державного екологічного університету * | |                             |                                                               |
| Вісник Одеського національного морського університету | |                             |                                                               |
| Вісник Одеського національного університету. Бібліотекознавство. Бібліографознавство. Книгознавство                                                               | |                             |                                                               |
| Вісник Одеського національного університету. Біологія | |                             |                                                               |
| Вісник Одеського національного університету. Географічні та геологічні науки                                                                                      | |                             |                                                               |
| Вісник Одеського національного університету. Економіка | |                             |                                                               |
| Вісник Одеського національного університету. Математика. Механіка                                                                                                 | |                             |                                                               |
| Вісник Одеського національного університету. Правознавство | |                             |                                                               |
| Вісник Одеського національного університету. Психологія | |                             |                                                               |
| Вісник Одеського національного університету. Соціологія і політичні науки                                                                                         | |                             |                                                               |
| Вісник Одеського національного університету. Філософія | |                             |                                                               |
| Вісник Одеського національного університету. Хімія | |                             |                                                               |
| Вісник Одеської державної академії будівництва та архітектури | |                             |                                                               |
| Вісник ортопедії, травматології та протезування | |                             |                                                               |
| Вісник післядипломної освіти | |                             |                                                               |
| Вісник Полтавської державної аграрної академії | |                             |                                                               |
| Вісник Приазовського державного технічного університету. Серія: Технічні науки                                                                                    | ДВНЗ "Приазовський державний технічний університет"                                                   | 1996                        | Офіційний сайт [Архівовано 17 січня 2019 у Wayback Machine.]  |
| Вісник Прикарпатського національного університету імені Василя Стефаника                                                                                          | |                             |                                                               |
| Вісник Прикарпатського національного університету імені Василя Стефаника. Серія Хімія                                                                             | |                             |                                                               |
| Вісник Прикарпатського університету | |                             |                                                               |
| Вісник проблем біології і медицини | | 2014 ?, свідоцтво ?         | Офіційний сайт [Архівовано 6 лютого 2018 у Wayback Machine.]  |
| Вісник психіатрії та психофармакотерапії | |                             |                                                               |
| Вісник СевНТУ | |                             |                                                               |
| Вісник соціально-економічних досліджень | |                             |                                                               |
| Вісник соціальної гігієни та організації охорони здоров'я України                                                                                                 | |                             |                                                               |
| Вісник стоматології | |                             |                                                               |
| Вісник Сумського державного університету. Серія Економіка | |                             |                                                               |
| Вісник Сумського державного університету. Серія Медицина | |                             |                                                               |
| Вісник Сумського державного університету. Серія Технічні науки | |                             |                                                               |
| Вісник Сумського національного аграрного університету | |                             |                                                               |
| Вісник Сумського національного аграрного університету. Серія: Фінанси і кредит                                                                                    | |                             |                                                               |
| Вісник Східноєвропейського університету економіки і менеджменту                                                                                                   | |                             |                                                               |
| Вісник Східноукраїнського національного університету імені Володимира Даля (print)                                                                                | |                             |                                                               |
| Вісник Східноукраїнського національного університету імені Володимира Даля                                                                                        | |                             |                                                               |
| Вісник Тернопільського національного економічного університету | |                             |                                                               |
| Вісник Тернопільського національного технічного університету | |                             |                                                               |
| Вісник Українського матеріалознавчого товариства | |                             |                                                               |
| Вісник Українського товариства генетиків і селекціонерів | |                             |                                                               |
| Вісник Української академії банківської справи | |                             |                                                               |
| Вісник Університету банківської справи Національного банку України                                                                                                | |                             |                                                               |
| Вісник фармації | |                             |                                                               |
| Вісник Харківського національного університету імені В.Н.Каразіна                                                                                                 | |                             |                                                               |
| Вісник Харківського державного технічного університету сільського господарства                                                                                    | |                             |                                                               |
| Вісник Харківського національного аграрного університету ім. В.В. Докучаєва                                                                                       | |                             |                                                               |
| Вісник Харківського національного аграрного університету. Серія Біологія                                                                                          | |                             |                                                               |
| Вісник Харківського національного аграрного університету ім. В.В. Докучаєва. Серія ґрунтознавство, агрохімія, землеробство, лісове господарство, екологія ґрунтів | |                             |                                                               |
| Вісник Харківського національного аграрного університету ім. В.В. Докучаєва. Серія економічні науки                                                               | |                             |                                                               |
| Вісник Харківського національного аграрного університету ім. В.В. Докучаєва. Серія рослинництво, селекція і насінництво, плодоовочівництво                        | |                             |                                                               |
| Вісник Харківського національного аграрного університету ім. В.В. Докучаєва. Серія фітопатологія і ентомологія                                                    | |                             |                                                               |
| Вісник Харківського національного педагогічного університету імені Г.С. Сковороди "Психологія"                                                                    | |                             |                                                               |
| Вісник Харківського національного педагогічного університету імені Г.С. Сковороди "Філософія"                                                                     | |                             |                                                               |
| Вісник Харківського національного університету (23 серії) | |                             |                                                               |
| Вісник Харківського національного університету внутрішніх справ                                                                                                   | |                             |                                                               |
| Вісник Харківської державної академії дизайну і мистецтв | |                             |                                                               |
| Вісник Харківської державної академії культури | Харківська державна академія культури                                                                 | 1999                        | Офіційний сайт                                                |
| Вісник Херсонського державного технічного університету | |                             |                                                               |
| Вісник Хмельницького національного університету. Серія: "Економічні науки"                                                                                        | |                             |                                                               |
| Вісник Хмельницького національного університету. Серія: "Технічні науки"                                                                                          | |                             |                                                               |
| Вісник Центру наукового забезпечення агропромислового виробництва Харківської області                                                                             | |                             |                                                               |
| Вісник Черкаського державного технологічного університету | |                             |                                                               |
| Вісник Черкаського інституту агропромислового виробництва | |                             |                                                               |
| Вісник Черкаського університету | |                             |                                                               |
| Вісник Чернівецького торговельно-економічного інституту | |                             |                                                               |
| Вісник Чернігівського державного педагогічного університету імені Т.Г. Шевченка (4 серії)                                                                         | |                             |                                                               |
| Вісник Чернігівського державного технологічного університету. Серія "Економічні науки"                                                                            | |                             |                                                               |
| Вісник Чернігівського державного технологічного університету. Серія "Технічні науки"                                                                              | |                             |                                                               |
| Вісті Автомобільно-дорожнього інституту | |                             |                                                               |
| Вісті Біосферного заповідника "Асканія-Нова" | |                             |                                                               |
| Вісті вищих навчальних закладів. Радіоелектроніка | | 1958                        | Офіційний сайт [Архівовано 23 грудня 2021 у Wayback Machine.] |
| Вісті Донецького гірничого інституту | |                             |                                                               |
| Вітакультурний млин (додаток до видання "Психологія і суспільство")                                                                                               | |                             |                                                               |
| Віче | |                             |                                                               |
| Внутрішня медицина | | 2007-2009, не публікується! | Сторінка [Архівовано 10 лютого 2018 у Wayback Machine.]       |
| Вода і водоочисні технології. Науково-технічні вісті | |                             |                                                               |
| Водний транспорт | |                             |                                                               |
| Воєнна історія | |                             |                                                               |
| Волинські історичні записки | |                             |                                                               |
| Волинь-Житомирщина. Історико-філологічний збірник з регіональних проблем                                                                                          | |                             |                                                               |
| Волинь філологічна: текст і контекст | |                             |                                                               |
| Вопросы русской литературы. Межвузовский научный сборник | |                             |                                                               |
| Вопросы химии и химической технологии | |                             |                                                               |
| Восточно-Европейский журнал передовых технологий | |                             |                                                               |
| Врачебная практика | |                             |                                                               |
| Всесвіт соціальної психіатрії, медичної психології та психосоматичної медицини                                                                                    | | 2008                        | 4 рази на рік(укр.)(англ.)(рос.)                              |
| Всеукраїнський науково-практичний медичний журнал "Інфекційні хвороби"                                                                                            | |                             |                                                               |
| Вчені записки | |                             |                                                               |
| Вчені записки Кримського інженерно-педагогічного університету *                                                                                                   | |                             |                                                               |
| Вчені записки Університету "Крок" | |                             |                                                               |
| Вчені записки Харківського гуманітарного університету "Народна українська академія" * *                                                                           | |                             |                                                               |

## Г
| Назва журналу | Засновники | Рік заснування | Примітки |
| --- | ---------- | -------------- | -------- |
| Гастроентерологія * |            |                |          |
| Галицький економічний вісник |            |                |          |
| Галицький лікарський вісник |            |                |          |
| Гематологія і переливання крові |            |                |          |
| Генеалогічні записки |            |                |          |
| Генетичні ресурси рослин |            |                |          |
| Геодинаміка |            |                |          |
| Геоінформатика * |            |                |          |
| Геолог України * |            |                |          |
| Геологічний журнал * |            |                |          |
| Геологія і геохімія горючих копалин * |            |                |          |
| Геологія і корисні копалини Світового океану * |            |                |          |
| Геолого-мінералогічний вісник Криворізького технічного університету |            |                |          |
| Геополитика и экогеодинамика регионов |            |                |          |
| Геополітика України: історія і сучасність |            |                |          |
| Геотехнічна механіка |            |                |          |
| Геофизический журнал |            |                |          |
| Гепатологія |            |                |          |
| Германістика в Україні |            |                |          |
| Гігієна населених місць |            |                |          |
| Гідравліка і гідротехніка |            |                |          |
| Гідроакустичний журнал (Проблеми, методи та засоби досліджень Світового океану)                                                                                                |            |                |          |
| Гідробіологічний журнал * |            |                |          |
| Гідроенергетика України |            |                |          |
| Гідрологія, гідрохімія і гідроекологія * |            |                |          |
| Гілея: науковий вісник |            |                |          |
| Гірнича електромеханіка та автоматика |            |                |          |
| Гірничі, будівельні, дорожні та меліоративні машини |            |                |          |
| Гоголезнавчі студії |            |                |          |
| Голокост і сучасність |            |                |          |
| Горизонти освіти |            |                |          |
| Горноспасательное дело |            |                |          |
| Грані Історії |            |                |          |
| Ґрунтознавство |            |                |          |
| Гуманізація навчально-виховного процесу |            |                |          |
| Гуманітарна освіта у технічних вищих навчальних закладах * |            |                |          |
| Гуманітарний вісник |            |                |          |
| Гуманітарний вісник ДВНЗ "Переяслав-Хмельницький державний педагогічний університет імені *Григорія Сковороди": Науково-теоретичний збірник. Педагогіка. Психологія. Філософія |            |                |          |
| Гуманітарний журнал |            |                |          |
| Гуманітарний часопис |            |                |          |
| Гуманітарні науки * |            |                |          |
| Гуманітарні студії |            |                |          |
| Гуржіївські історичні читання |            |                |          |

## Д
| Назва журналу                                           | Засновники                                                            | Рік заснування | Примітки         |
| ------------------------------------------------------- | --------------------------------------------------------------------- | -------------- | ---------------- |
| Двигатели внутреннего сгорания                          |                                                                       |                |                  |
| Демографія та соціальна економіка                       |                                                                       |                |                  |
| Демократичне врядування                                 |                                                                       |                |                  |
| Держава і право                                         |                                                                       |                |                  |
| Держава та регіони. Серія: Гуманітарні науки            |                                                                       |                |                  |
| Держава та регіони. Серія: Державне управління          |                                                                       |                |                  |
| Держава та регіони. Серія: Економіка та підприємництво  |                                                                       |                |                  |
| Держава та регіони. Серія: Право                        |                                                                       |                |                  |
| Держава та регіони. Серія: Соціальні комунікації        |                                                                       |                |                  |
| Державне будівництво                                    |                                                                       |                |                  |
| Державне будівництво та місцеве самоврядування          |                                                                       |                |                  |
| Державне управління та місцеве самоврядування           |                                                                       |                |                  |
| Державне управління: теорія та практика                 |                                                                       |                |                  |
| Державне управління: удосконалення та розвиток          |                                                                       |                |                  |
| Державний інформаційний бюлетень про приватизацію       |                                                                       |                |                  |
| Дерматологія та венерологія                             |                                                                       |                |                  |
| Дефектологія *                                          |                                                                       |                |                  |
| Джерела                                                 |                                                                       |                |                  |
| Дидактика математики: проблеми і дослідження            |                                                                       |                |                  |
| Динамические системы                                    |                                                                       |                |                  |
| Директор школи, ліцею, гімназії *                       |                                                                       |                |                  |
| Диференціальні рівняння та їх застосування              |                                                                       |                |                  |
| Довкілля та здоров'я                                    |                                                                       |                |                  |
| Донецький археологічний збірник                         |                                                                       |                |                  |
| Доповіді Національної академії наук України             |                                                                       |                |                  |
| Дороги і мости                                          |                                                                       |                |                  |
| Досвід та перспективи розвитку міст України             |                                                                       |                |                  |
| Дослідження з історії техніки                           |                                                                       |                |                  |
| Дослідження з лексикології і граматики української мови |                                                                       |                |                  |
| Дослідження світової політики: Збірник наукових праць   |                                                                       |                |                  |
| Досягнення біології та медицини                         | НАН України, НАМН України, Одеський національний медичний університет | 2001-2016      | 2 випуски на рік |
| Древности                                               |                                                                       |                |                  |
| Дриновський збірник                                     |                                                                       |                |                  |
| Дрогобицький краєзнавчий збірник                        |                                                                       |                |                  |
| Дух і літера                                            |                                                                       |                |                  |
| Духовні студії                                          |                                                                       |                |                  |
| Духовність особистості: методологія, теорія і практика  |                                                                       |                |                  |

## Е
| Назва журналу                                                                                             | Засновники                                    | Рік заснування | Примітки                                                                    |
| --- | --------------------------------------------- | -------------- | --------------------------------------------------------------------------- |
| Ейдос. Альманах теорії та історії історичної науки                                                        |                                               |                |                                                                             |
| Екологічна безпека                                                                                        |                                               |                |                                                                             |
| Екологічна безпека прибережної та шельфової зон та комплексне використання ресурсів шельфу                |                                               |                |                                                                             |
| Екологічна безпека та збалансоване ресурсокористування                                                    |                                               |                |                                                                             |
| Екологічна безпека та природокористування                                                                 |                                               |                |                                                                             |
| Екологія                                                                                                  |                                               |                |                                                                             |
| Екологія довкілля та безпека життєдіяльності                                                              |                                               |                |                                                                             |
| Екологія і ноосферологія                                                                                  |                                               |                |                                                                             |
| Екологія і природокористування                                                                            |                                               |                |                                                                             |
| Екологія та промисловість                                                                                 |                                               |                |                                                                             |
| Економіка АПК                                                                                             |                                               |                |                                                                             |
| Економіка будівництва і міського господарства                                                             |                                               |                |                                                                             |
| Економіка і організація управління                                                                        |                                               |                |                                                                             |
| Економіка і прогнозування                                                                                 |                                               |                |                                                                             |
| Економіка і регіон. Науковий вісник Полтавського національного технічного університету ім. Ю.Кондратюка * |                                               |                |                                                                             |
| Економіка і управління                                                                                    |                                               |                |                                                                             |
| Економіка Криму                                                                                           |                                               |                |                                                                             |
| Економіка. Менеджмент. Бізнес                                                                             |                                               |                |                                                                             |
| Економіка. Менеджмент. Підприємництво                                                                     |                                               |                |                                                                             |
| Економіка природокористування і охорони довкілля                                                          |                                               |                |                                                                             |
| Економіка промисловості                                                                                   |                                               |                |                                                                             |
| Економіка ринкових відносин                                                                               |                                               |                |                                                                             |
| Економіка та держава                                                                                      |                                               |                |                                                                             |
| Економіка та підприємництво                                                                               |                                               |                |                                                                             |
| Економіка та право                                                                                        |                                               |                |                                                                             |
| Економіка та управління АПК                                                                               |                                               |                |                                                                             |
| Економіка та управління підприємствами машинобудівної галузі: проблеми теорії та практики                 |                                               |                |                                                                             |
| Економіка України                                                                                         |                                               |                |                                                                             |
| Економіка. Управління. Інновації                                                                          |                                               |                |                                                                             |
| Економіка. Фінанси. Право                                                                                 |                                               |                |                                                                             |
| Економіка харчової промисловості                                                                          |                                               |                |                                                                             |
| Економіко-математичне моделювання соціально-економічних систем                                            |                                               |                |                                                                             |
| Економіст                                                                                                 |                                               |                |                                                                             |
| Економічна кібернетика                                                                                    |                                               |                |                                                                             |
| Економічна стратегія і перспективи розвитку сфери торгівлі та послуг                                      |                                               |                |                                                                             |
| Економічна та соціальна географія *                                                                       |                                               |                |                                                                             |
| Економічна теорія                                                                                         |                                               |                |                                                                             |
| Економічний аналіз                                                                                        |                                               |                |                                                                             |
| Економічний вісник Донбасу                                                                                |                                               |                |                                                                             |
| Економічний вісник Національного гірничого університету                                                   |                                               |                |                                                                             |
| Економічний вісник Національного технічного університету України «Київський політехнічний інститут»       |                                               |                |                                                                             |
| Економічний вісник університету                                                                           |                                               |                |                                                                             |
| Економічний простір                                                                                       |                                               |                |                                                                             |
| Економічний форум                                                                                         |                                               |                |                                                                             |
| Економічний часопис-XXI                                                                                   |                                               |                |                                                                             |
| Економічні інновації                                                                                      |                                               |                |                                                                             |
| Економічні науки. Серія: Економіка та менеджмент                                                          |                                               |                |                                                                             |
| Економічні науки. Серія: Економічна теорія та економічна історія                                          |                                               |                |                                                                             |
| Економічні науки. Серія: Облік і фінанси                                                                  |                                               |                |                                                                             |
| Економічні науки. Серія: Регіональна економіка                                                            |                                               |                |                                                                             |
| Екосистеми, їх оптимізація та охорона                                                                     |                                               |                |                                                                             |
| Експериментальна і клінічна медицина                                                                      | Харківський національний медичний університет | 1998           | Офіційний сайт [Архівовано 9 серпня 2020 у Wayback Machine.], 4 рази на рік |
| Експериментальна та клінічна фізіологія і біохімія                                                        |                                               |                |                                                                             |
| Електрифікація та автоматизація сільського господарства                                                   |                                               |                |                                                                             |
| Електромеханічні і енергозберігаючі системи                                                               |                                               |                |                                                                             |
| Електроніка та системи управління                                                                         |                                               |                |                                                                             |
| Електротехніка і електромеханіка                                                                          |                                               |                |                                                                             |
| Електротехніка та електроенергетика                                                                       |                                               |                |                                                                             |
| Електротехнічні та комп’ютерні системи                                                                    |                                               |                |                                                                             |
| Ендокринологія                                                                                            |                                               |                |                                                                             |
| Енергетика: економіка, технології, екологія                                                               |                                               |                |                                                                             |
| Енергетика і автоматика                                                                                   |                                               |                |                                                                             |
| Енергетика та електрифікація *                                                                            |                                               |                |                                                                             |
| Етнічна історія народів Європи                                                                            |                                               |                |                                                                             |
| Ефективна економіка                                                                                       |                                               |                |                                                                             |
| Ефективність державного управління **                                                                     |                                               |                |                                                                             |

## Є
| Назва журналу                             | Засновники | Рік заснування | Примітки |
| ----------------------------------------- | ---------- | -------------- | -------- |
| Європейський вектор економічного розвитку |            |                |          |
| Європейські перспективи *                 |            |                |          |
| Європейські студії і право *              |            |                |          |

## Ж
| Назва журналу                                          | Засновники | Рік заснування | Примітки  |
| ------------------------------------------------------ | ---------- | -------------- | --------- |
| Обладнання та технології харчових виробництв           |            |                |           |
| Журнал Аудиторія                                       |            |                |           |
| Жестова мова й сучасність                              |            |                |           |
| Журнал Академії медичних наук України                  |            |                |           |
| Журнал вушних, горлових і носових хвороб               |            |                |           |
| Журнал дерматології та косметології ім. М. О. Торсуєва |            |                |           |
| Журнал європейської економіки                          |            |                |           |
| Журнал математической физики, анализа, геометрии *     |            |                |           |
| Журнал нано- та електронної фізики                     |            |                |           |
| Журнал обчислювальної та прикладної математики         |            |                | (3 серії) |
| Журнал органічної та фармацевтичної хімії              |            |                |           |
| Журнал практикуючого психолога                         |            |                |           |
| Журнал психіатрії та медичної психології               |            |                |           |
| Журнал фізичних досліджень                             |            |                |           |
| Журнал Хроматографічного товариства *                  |            |                |           |
| Журналістика (журнал)                                  |            |                |           |

## З
| Назва журналу | Засновники                                                               | Рік заснування | Примітки                                                                      |
| --- | ------------------------------------------------------------------------ | -------------- | ----------------------------------------------------------------------------- |
| З архівів ВУНК–ДПУ–НКВС–КДБ |                                                                          |                |                                                                               |
| Загальна патологія та патологічна фізіологія |                                                                          |                |                                                                               |
| Загальнодержавний міжвідомчий науково-технічний збірник. Конструювання, виробництво та експлуатація сільськогосподарських машин                                      |                                                                          |                |                                                                               |
| Залізничний транспорт України |                                                                          |                |                                                                               |
| Записки з ономастики |                                                                          |                |                                                                               |
| Записки з романо-германської філології |                                                                          |                |                                                                               |
| Записки історичного факультету |                                                                          |                |                                                                               |
| Записки Львівської наукової бібліотеки ім. В. Стефаника |                                                                          |                |                                                                               |
| Записки Українського мінералогічного товариства * |                                                                          |                |                                                                               |
| Заповідна справа в Україні |                                                                          |                |                                                                               |
| Запорожский медицинский журнал | Запорожский государственный медицинский университет                      | 1999, 2014     | OJS-сторінка [Архівовано 4 червня 2017 у Wayback Machine.]6 раз в год (рос.)  |
| Зарубіжна література в школах України |                                                                          |                |                                                                               |
| Захист довкілля від антропогенного навантаження |                                                                          |                |                                                                               |
| Захист і карантин рослин |                                                                          |                |                                                                               |
| Захист інформації |                                                                          |                | Офіційний сайт [Архівовано 20 листопада 2017 у Wayback Machine.](укр.)        |
| Захист металургійних машин від поломок |                                                                          |                |                                                                               |
| Зберігання та переробка зерна |                                                                          |                |                                                                               |
| Збірник наукових праць Академії військово-морських сил імені П. С. Нахімова                                                                                          |                                                                          |                |                                                                               |
| Збірник наукових праць Академії внутрішніх військ Міністерства внутрішніх справ України                                                                              |                                                                          |                |                                                                               |
| Збірник наукових праць Бердянського державного педагогічного університету (Педагогічні науки)                                                                        |                                                                          |                |                                                                               |
| Збірник наукових праць ВАТ "УкрНДІВогнетривів імені А.С. Бережного"                                                                                                  |                                                                          |                |                                                                               |
| Збірник наукових праць Військового інституту Київського національного університету імені Тараса Шевченка                                                             |                                                                          |                |                                                                               |
| Збірник наукових праць Військового інституту телекомунікацій та інформатизації НТУУ "КПІ"                                                                            |                                                                          |                |                                                                               |
| Збірник наукових праць "Вісник Придніпровської державної академії будівництва та архітектури"                                                                        |                                                                          |                |                                                                               |
| Збірник наукових праць. Гуманітарний вісник Запорізької державної інженерної академії                                                                                |                                                                          |                |                                                                               |
| Збірник наукових праць Державного економіко-технологічного університету транспорту                                                                                   |                                                                          |                |                                                                               |
| Збірник наукових праць Державного науково-дослідного інституту авіації                                                                                               |                                                                          |                |                                                                               |
| Збірник наукових праць Державного підприємства "Науково-дослідний гірничорудний інститут"                                                                            |                                                                          |                |                                                                               |
| Збірник наукових праць ДНБС |                                                                          |                |                                                                               |
| Збірник наукових праць Дніпродзержинського державного технічного університету (технічні науки)                                                                       |                                                                          |                |                                                                               |
| Збірник наукових праць Донецького державного університету управління                                                                                                 |                                                                          |                |                                                                               |
| Збірник наукових праць Донецького інституту залізничного транспорту                                                                                                  |                                                                          |                |                                                                               |
| Збірник наукових праць Дослідження міжнародної економіки |                                                                          |                |                                                                               |
| Збірник наукових праць. Економічні науки |                                                                          |                |                                                                               |
| Збірник наукових праць Інституту геологічних наук НАН України |                                                                          |                |                                                                               |
| Збірник наукових праць Інституту геохімії навколишнього середовища                                                                                                   |                                                                          |                |                                                                               |
| Збірник наукових праць Інституту олійних культур ** |                                                                          |                |                                                                               |
| Збірник наукових праць Інституту проблем моделювання в енергетиці ім. Г.Є. Пухова НАН України                                                                        |                                                                          |                |                                                                               |
| Збірник наукових праць Інституту психології ім. Г. С. Костюка АПН України "Актуальні проблеми психології" у 12-ти томах                                              |                                                                          |                |                                                                               |
| Збірник наукових праць Інституту психології ім. Г. С. Костюка АПН України "Проблеми загальної та педагогічної психології"                                            |                                                                          |                |                                                                               |
| Збірник наукових праць Інституту цукрових буряків |                                                                          |                |                                                                               |
| Збірник наукових праць Кам’янець-Подільського національного університету імені Івана Огієнка                                                                         |                                                                          |                |                                                                               |
| Збірник наукових праць Кіровоградського національного технічного університету. Техніка в сільськогосподарському виробництві, галузеве машинобудування, автоматизація |                                                                          |                |                                                                               |
| Збірник наукових праць Науково-дослідного інституту українознавства                                                                                                  |                                                                          |                |                                                                               |
| Збірник наукових праць Національного гірничого університету |                                                                          |                |                                                                               |
| Збірник наукових праць Національного університету державної податкової служби України                                                                                |                                                                          |                |                                                                               |
| Збірник наукових праць Національного університету кораблебудування                                                                                                   |                                                                          |                |                                                                               |
| Збірник наукових праць Національної академії державного управління при Президентові України                                                                          |                                                                          |                |                                                                               |
| Збірник наукових праць Національної академії Державної прикордонної служби України. Серія:Військові та технічні науки                                                |                                                                          |                |                                                                               |
| Збірник наукових праць Національної академії Державної прикордонної служби України. Серія:Педагогічні та психологічні науки                                          |                                                                          |                |                                                                               |
| Збірник наукових праць ННЦ «Інститут землеробства УААН» |                                                                          |                |                                                                               |
| Збірник наукових праць "Педагогічна освіта: теорія і практика" |                                                                          |                |                                                                               |
| Збірник наукових праць (педагогічні науки) |                                                                          |                |                                                                               |
| Збірник наукових праць Подільського державного аграрно-технічного університету                                                                                       |                                                                          |                |                                                                               |
| Збірник наукових праць "Пожежна безпека" |                                                                          |                |                                                                               |
| Збірник наукових праць "Проблеми сучасної психології" |                                                                          |                |                                                                               |
| Збірник наукових праць Рівненського державного гуманітарного університету "Актуальні проблеми сучасної філології. Літературознавство"                                |                                                                          |                |                                                                               |
| Збірник наукових праць Рівненського державного гуманітарного університету "Актуальні проблеми сучасної філології. Мовознавчі студії"                                 |                                                                          |                |                                                                               |
| Збірник наукових праць Рівненського державного гуманітарного університету "Оновлення змісту, форм та методів навчання і виховання в закладах освіти"                 |                                                                          |                |                                                                               |
| Збірник наукових праць Рівненського державного гуманітарного університету "Фізика конденсованих високомолекулярних систем"                                           |                                                                          |                |                                                                               |
| Збірник наукових праць Севастопольського національного університету ядерної енергії та промисловості                                                                 |                                                                          |                |                                                                               |
| Збірник наукових праць Селекційно-генетичного інституту — Національного центру насіннєзнавства та сортовивчення                                                      |                                                                          |                |                                                                               |
| Збірник наукових праць, серія: Галузеве машинобудування, будівництво                                                                                                 |                                                                          |                |                                                                               |
| Збірник наукових праць співробітників НМАПО імені П. Л. Шупика |                                                                          |                |                                                                               |
| Збірник наукових праць студентів Національного університету кораблебудування                                                                                         |                                                                          |                |                                                                               |
| Збірник наукових праць Таврійського державного агротехнологічного університету (економічні науки)                                                                    |                                                                          |                |                                                                               |
| Збірник наукових праць Українського державного геологорозвідувального інституту (УкрДГРІ)                                                                            |                                                                          |                |                                                                               |
| Збірник наукових праць Українського науково-дослідного та проектного інституту сталевих конструкцій імені В.М. Шимановського                                         |                                                                          |                |                                                                               |
| Збірник наукових праць Української державної академії залізничного транспорту                                                                                        |                                                                          |                |                                                                               |
| Збірник наукових праць Уманського державного педагогічного університету                                                                                              |                                                                          |                |                                                                               |
| Збірник наукових праць: філософія, соціологія, психологія |                                                                          |                |                                                                               |
| Збірник наукових праць Харківського національного педагогічного університету імені Г.С. Сковороди "Біологія та валеологія"                                           |                                                                          |                |                                                                               |
| Збірник наукових праць Харківського національного педагогічного університету імені Г.С. Сковороди "Економіка"                                                        |                                                                          |                |                                                                               |
| Збірник наукових праць Харківського національного педагогічного університету імені Г.С. Сковороди "Засоби навчальной та науково-дослідної роботи"                    |                                                                          |                |                                                                               |
| Збірник наукових праць Харківського національного педагогічного університету імені Г.С. Сковороди "Історія та географія"                                             |                                                                          |                |                                                                               |
| Збірник наукових праць Харківського національного педагогічного університету імені Г.С. Сковороди "Лінгвістичні дослідження"                                         |                                                                          |                |                                                                               |
| Збірник наукових праць Харківського національного педагогічного університету імені Г.С. Сковороди "Педагогіка та психологія"                                         |                                                                          |                |                                                                               |
| Збірник наукових праць Харківського національного педагогічного університету імені Г.С. Сковороди "Право"                                                            |                                                                          |                |                                                                               |
| Збірник наукових праць Харківського національного педагогічного університету імені Г.С. Сковороди "Теорія та методика навчання та виховання"                         |                                                                          |                |                                                                               |
| Збірник наукових праць Харківського університету Повітряних сил |                                                                          |                |                                                                               |
| Збірник наукових праць Хмельницького інституту соціальних технологій Університету "Україна"                                                                          |                                                                          |                |                                                                               |
| Збірник наукових праць центру воєнно-стратегічних досліджень Національного університету оборони України                                                              |                                                                          |                |                                                                               |
| Збірник наукових праць Черкаського державного технологічного університету                                                                                            |                                                                          |                |                                                                               |
| Збірник науково-методичних праць Рівненського державного гуманітарного університету "Теорія та методика вивчення природничо-математичних і технічних дисциплін"      |                                                                          |                |                                                                               |
| Збірник праць Зоологічного музею |                                                                          |                |                                                                               |
| Збірник праць Інституту математики НАН України |                                                                          |                |                                                                               |
| Збірник праць Науково-дослідного центру періодики |                                                                          |                |                                                                               |
| Здобутки клінічної і експериментальної медицини | Тернопільський державний медичний університет ім. І. Я. Горбачевського ? | 2007, 2014     | OJS-сторінка [Архівовано 6 лютого 2018 у Wayback Machine.](укр.)(англ.)(рос.) |
| Здоровье женщины |                                                                          |                |                                                                               |
| Здоровье мужчины |                                                                          |                |                                                                               |
| Здоров’я дитини |                                                                          |                |                                                                               |
| Землевпорядний вісник |                                                                          |                |                                                                               |
| Землеробство |                                                                          |                |                                                                               |
| "Зерно і хліб" журнал |                                                                          |                |                                                                               |
| Зернові продукти і комбікорми |                                                                          |                |                                                                               |
| Зовнішні справи |                                                                          |                |                                                                               |
| Зовнішня торгівля: економіка, фінанси, право |                                                                          |                |                                                                               |
| Зовнішня торгівля. Економічна безпека |                                                                          |                |                                                                               |
| Зрошуване землеробство |                                                                          |                |                                                                               |

## І
| Назва журналу                                                                            | Засновники                                                                                            | Рік заснування | Примітки                             |
| ---------------------------------------------------------------------------------------- | --- | -------------- | ------------------------------------ |
| Известия вузов. Радиоэлектроника *                                                       | Національний технічний університет України «Київський політехнічний інститут імені Ігоря Сікорського» | 1958           |                                      |
| Известия Крымской астрофизической обсерватории                                           | |                |                                      |
| Искусственный интеллект                                                                  | |                |                                      |
| Іван Огієнко і сучасна наука та освіта. Науковий збірник: Серія історична та філологічна | |                |                                      |
| Імідж сучасного педагога *                                                               | |                |                                      |
| Імунологія та алергологія: наука і практика                                              | |                |                                      |
| Інвестиції: практика та досвід                                                           | |                |                                      |
| Індуктивне моделювання складних систем                                                   | |                |                                      |
| Інженерія програмного забезпечення                                                       | |                |                                      |
| Інженерна геодезія                                                                       | |                |                                      |
| Інноваційна економіка                                                                    | |                |                                      |
| Іноземна філологія                                                                       | |                |                                      |
| Іноземні мови                                                                            | |                |                                      |
| Інститут бухгалтерського обліку, контроль і аналіз в умовах глобалізації                 | |                |                                      |
| Інституціональний вектор економічного розвитку                                           | |                |                                      |
| Інтегративна антропологія (міжнародний медико-філософський журнал)                       | |                |                                      |
| Інтегровані технології та енергозбереження                                               | |                |                                      |
| Інтелект. Особистість. Цивілізація                                                       | |                |                                      |
| Інтелект XXI                                                                             | |                |                                      |
| Інтелігенція і влада                                                                     | |                |                                      |
| Інтродукція рослин                                                                       | |                |                                      |
| Інформаційна безпека                                                                     | |                |                                      |
| Інформаційна безпека людини, суспільства, держави                                        | |                |                                      |
| Інформаційне суспільство                                                                 | |                |                                      |
| Інформаційні системи, механіка та керування                                              | |                |                                      |
| Інформаційні технології в освіті                                                         | |                |                                      |
| Інформаційні технології і засоби навчання                                                | |                |                                      |
| Інформаційні технології та комп'ютерна інженерія                                         | |                |                                      |
| Інформаційно-керуючі системи на залізничному транспорті                                  | |                |                                      |
| Інформація і право                                                                       | Інститут інформації, безпеки і права Національної академії правових наук України                      | 2013           | Офіційний сайт , щоквартально (укр.) |
| Історико-географічні дослідження в Україні                                               | |                |                                      |
| Історико-педагогічний альманах                                                           | |                |                                      |
| Історико-політичні проблеми сучасного світу                                              | |                |                                      |
| Історична пам’ять                                                                        | |                |                                      |
| Історична панорама                                                                       | |                |                                      |
| Історичний архів. Наукові студії                                                         | |                |                                      |
| Історичні записки: збірник наукових праць                                                | |                |                                      |
| Історичні і політологічні дослідження                                                    | |                |                                      |
| Історичні студії Волинського національного університету імені Лесі Українки              | |                |                                      |
| Історіографічні дослідження в Україні                                                    | |                |                                      |
| Історіографічні та джерелознавчі проблеми історії України                                | |                |                                      |
| Історія і культура Придніпров’я: Невідомі та маловідомі сторінки: Науковий щорічник      | |                |                                      |
| Історія народного господарства та економічної думки України                              | |                |                                      |
| Історія науки і біографістика                                                            | |                |                                      |
| Історія торгівлі, податків та мита                                                       | |                |                                      |
| Історія України. Маловідомі імена, події, факти                                          | |                |                                      |
| Історія української географії                                                            | |                |                                      |
| Історія. Філософія. Релігієзнавство                                                      | |                |                                      |

## К
| Назва журналу                                                                                  | Засновники | Рік заснування          | Примітки                                                                                          |
| ---------------------------------------------------------------------------------------------- | --- | ----------------------- | ------------------------------------------------------------------------------------------------- |
| Кам’яна доба України                                                                           | |                         |                                                                                                   |
| Карантин і захист рослин *                                                                     | |                         |                                                                                                   |
| Карпатика                                                                                      | |                         |                                                                                                   |
| Карпатські математичні публікації                                                              | |                         |                                                                                                   |
| Катализ и нефтехимия                                                                           | |                         |                                                                                                   |
| Квалілогія книги                                                                               | |                         |                                                                                                   |
| Керамика: наука и жизнь                                                                        | |                         |                                                                                                   |
| Кибернетика и вычислительная техника                                                           | |                         |                                                                                                   |
| Кібербезпека: освіта, наука, техніка – електронне наукове фахове видання                       | Київський столичний університет імені Бориса Грінченка | 2018                    | Офіційний сайт , щоквартально (укр.)(англ.)                                                       |
| Кібернетика та системний аналіз                                                                | |                         |                                                                                                   |
| Київська старовина                                                                             | |                         |                                                                                                   |
| Київське музикознавство                                                                        | |                         |                                                                                                   |
| Київські історичні студії – електронне наукове фахове видання                                  | Київський столичний університет імені Бориса Грінченка | 2016                    | Офіційний сайт , два випуски на рік (укр.)(англ.)                                                 |
| Київські полоністичні студії                                                                   | |                         |                                                                                                   |
| Кинематика и физика небесных тел                                                               | |                         |                                                                                                   |
| Клінічна анатомія та оперативна хірургія                                                       | Буковинський державний медичний університет | 2002                    | Офіційний сайт [Архівовано 3 лютого 2018 у Wayback Machine.]                                      |
| Клінічна інформатика і телемедицина *                                                          | Громадська організація Українська Асоціація «Комп'ютерна Медицина», Інститут Медичної інформатики і Телемедицини, Харківська медична академія післядипломної освіти МОЗ України ? | 2006(2003)?, 2015(2010) | Офіційний сайт [Архівовано 6 лютого 2018 у Wayback Machine.], 1-2 рази на рік(укр.)(англ.)(рос.)  |
| Клінічна онкологія *(рос.)                                                                     | Національний інститут раку | 2011, свідоцтво?        | Офіційний сайт [Архівовано 26 січня 2018 у Wayback Machine.], щоквартально (рос.)                 |
| Клінічна та експериментальна патологія                                                         | Буковинський державний медичний університет | 2002, свідоцтво?        | 4 рази на рік                                                                                     |
| Клінічна фармація                                                                              | |                         |                                                                                                   |
| Клінічна фармація, фармакотерапія та медична стандартизація                                    | |                         |                                                                                                   |
| Клінічна хірургія *                                                                            | Національний інститут хірургії та трансплантології імені О. О. Шалімова НАМН України                                                                                              | 1921                    | Офіційний сайт [Архівовано 28 січня 2018 у Wayback Machine.], 12 разів на рік (укр.)(англ.)(рос.) |
| Княжа доба: історія і культура                                                                 | |                         |                                                                                                   |
| Компаративні дослідження слов’янських мов і літератур. Пам’яті академіка Леоніда Булаховського | |                         |                                                                                                   |
| Компресорне і енергетичне машинобудування                                                      | |                         |                                                                                                   |
| Комп'ютер у школі та сім'ї                                                                     | |                         |                                                                                                   |
| Комп’ютерні засоби, мережі та системи                                                          | |                         |                                                                                                   |
| Комп’ютерні технології друкарства                                                              | |                         |                                                                                                   |
| Комп’ютерно-інтегровані технології: освіта, наука, виробництво                                 | |                         |                                                                                                   |
| Комп'ютинг *                                                                                   | |                         |                                                                                                   |
| Компьютерная математика                                                                        | |                         |                                                                                                   |
| Комунальне господарство міст. Серія "Економічні науки"                                         | |                         |                                                                                                   |
| Комунальне господарство міст. Серія "Технічні науки та архітектури"                            | |                         |                                                                                                   |
| Концепція розвитку галузі фізичного виховання і спорту в Україні                               | |                         |                                                                                                   |
| Корми і кормовиробництво                                                                       | |                         |                                                                                                   |
| Космическая техника. Ракетное вооружение                                                       | |                         |                                                                                                   |
| Космічна наука і технологія                                                                    | |                         |                                                                                                   |
| Коштовне та декоративне каміння *                                                              | |                         |                                                                                                   |
| Краєзнавство                                                                                   | |                         |                                                                                                   |
| Креативна педагогіка                                                                           | |                         |                                                                                                   |
| Криминалистика и судебная экспертиза                                                           | |                         |                                                                                                   |
| Криміналістичний вісник                                                                        | |                         |                                                                                                   |
| Кримський журнал експериментальної та клінічної медицини                                       | ФГАОУ ВО «КРЫМСКИЙ ФЕДЕРАЛЬНЫЙ УНИВЕРСИТЕТ ИМЕНИ В. И. ВЕРНАДСКОГО» МЕДИЦИНСКАЯ АКАДЕМИЯ ИМЕНИ С. И. ГЕОРГИЕВСКОГО                                                                | 2010                    | (рос.)4 раза в год                                                                                |
| Кримський терапевтичний журнал                                                                 | |                         |                                                                                                   |
| Кримський юридичний вісник                                                                     | |                         |                                                                                                   |
| Кровообіг та гемостаз                                                                          | |                         |                                                                                                   |
| Крымский архив. Историко-краеведческий и литературно-философский журнал                        | |                         |                                                                                                   |
| Культура і мистецтво у сучасному світі: Збірник наукових праць                                 | |                         |                                                                                                   |
| Культура і сучасність                                                                          | |                         |                                                                                                   |
| Культура народов Причерноморья                                                                 | |                         |                                                                                                   |
| Культура слова                                                                                 | |                         |                                                                                                   |
| Культура України (збірник)                                                                     | Харківська державна академія культури | 1993                    | Офіційний сайт Виходить 4 рази на рік.                                                            |
| Культурологічна думка: щорічник наукових праць                                                 | |                         |                                                                                                   |
| Культурологічний вісник: Науково-теоретичний щорічник Нижньої Наддніпрянщини                   | |                         |                                                                                                   |
| Курбасівські читання                                                                           | |                         |                                                                                                   |

## Л
| Назва журналу                                                       | Засновники | Рік заснування | Примітки                                                                                  |
| ------------------------------------------------------------------- | --- | -------------- | ----------------------------------------------------------------------------------------- |
| Лабораторна діагностика                                             | Українське товариство клінічної лабораторної діагностики, Акціонерне товариство закритого типу «Телеоптик»                      | 1997           | 4 випуски на рік (укр.)                                                                   |
| Лаврський альманах                                                  | |                |                                                                                           |
| Легка промисловість                                                 | |                |                                                                                           |
| Лексикографічний бюлетень                                           | |                |                                                                                           |
| Леся Українка і сучасність                                          | |                |                                                                                           |
| Лікарська справа (Врачебное дело)                                   | Министерством здравоохранения ?                                                                                                 | 1918 ?         | OJS-сайт(рос.)                                                                            |
| Ліки України                                                        | ТОВ «Медікс», видається за наукової підтримки Національної медичної академії післядипломної освіти ім. П. Л. Шупика МОЗ України | 2009           | Сторінка офіційного архіву [Архівовано 6 лютого 2018 у Wayback Machine.], 10 разів на рік |
| Ліки України плюс                                                   | ТОВ "Медікс Груп"?, електронне видання                                                                                          | 2009           | Сторінка архіву [Архівовано 27 лютого 2018 у Wayback Machine.]                            |
| Лінгвістика                                                         | |                |                                                                                           |
| Лінгвістика XXI століття: нові дослідження і перспективи            | |                |                                                                                           |
| Лінгвістичні студії                                                 | |                |                                                                                           |
| Лісівництво і агролісомеліорація                                    | |                |                                                                                           |
| Лісове господарство, лісова, паперова і деревообробна промисловість | |                |                                                                                           |
| Література в контексті культури                                     | |                |                                                                                           |
| Література та культура Полісся                                      | |                |                                                                                           |
| Література. Фольклор. Проблеми поетики                              | |                |                                                                                           |
| Літературознавство. Фольклористика. Культурологія                   | |                |                                                                                           |
| Літературознавчий збірник                                           | |                |                                                                                           |
| Літературознавчі студії                                             | |                |                                                                                           |
| Літопис травматології та ортопедії                                  | |                |                                                                                           |
| Луб'яні та технічні культури                                        | |                |                                                                                           |
| Людина і політика                                                   | |                |                                                                                           |
| Людина та довкілля. Проблеми неоекології                            | |                |                                                                                           |
| Людинознавчі студії. Збірник наукових праць ДДПУ                    | |                |                                                                                           |
| Львівський медичний часопис                                         | Львівський національний медичний університет імені Данила Галицького                                                            | 2009           | Офіційний сайт [Архівовано 6 лютого 2018 у Wayback Machine.], 4 рази на рік               |

## М
| Назва журналу | Засновники                                                                                      | Рік заснування | Примітки |
| --- | ----------------------------------------------------------------------------------------------- | -------------- | --- |
| «Магарач». Виноградарство та виноробство |                                                                                                 |                | |
| Магістеріум |                                                                                                 |                | |
| Магістр медсестринства |                                                                                                 |                | |
| Малий і середній бізнес (право, держава, економіка) |                                                                                                 |                | |
| Мандрівець |                                                                                                 |                | |
| Маркетинг в Україні |                                                                                                 |                | |
| Маркетинг і менеджмент інновацій |                                                                                                 |                | |
| Маркетинг: теорія і практика |                                                                                                 |                | |
| Математичне моделювання |                                                                                                 |                | |
| Математичне та комп’ютерне моделювання. Серія: Технічні науки |                                                                                                 |                | |
| Математичне та комп’ютерне моделювання. Серія: Фізико-мамематичні науки                                                                                              |                                                                                                 |                | |
| Математичний вісник НТШ |                                                                                                 |                | |
| Математичні машини і системи |                                                                                                 |                | |
| Математичні методи та фізико-механічні поля * |                                                                                                 |                | |
| Математичні студії. Праці Львівського математичного товариства |                                                                                                 |                | |
| Матеріали з археології, історії та етнографії Таврії |                                                                                                 |                | |
| Матеріали та дослідження з археології Прикарпаття і Волині |                                                                                                 |                | |
| Матеріали та дослідження з археології Східної України |                                                                                                 |                | |
| Машинобудування |                                                                                                 |                | |
| Машинознавство * |                                                                                                 |                | |
| Медико-соціальні проблеми сім’ї |                                                                                                 |                | |
| Медицина невідкладних станів |                                                                                                 |                | |
| Медицина сьогодні і завтра | Харківський національний медичний університет                                                   | 1998, 2010     | Офіційний сайт [Архівовано 1 грудня 2020 у Wayback Machine.], 4 рази на рік |
| Медицина транспорту України * |                                                                                                 |                | |
| Медична гідрологія та реабілітація * |                                                                                                 |                | |
| Медична інформатика та інженерія |                                                                                                 |                | |
| Медична освіта |                                                                                                 |                | |
| Медична психологія |                                                                                                 |                | |
| Медична реабілітація, курортологія і фізіотерапія * | ДУ "Український науково-дослідний інститут медичної реабілітації та курортології МОЗ України" ? | 2009           | Сторніка [Архівовано 27 лютого 2018 у Wayback Machine.], 4 рази на рік |
| Медична хімія |                                                                                                 |                | |
| Медичні перспективи | «Дніпропетровська медична академія МОЗ України».                                                | 1996           | Офіційний сайт [Архівовано 27 лютого 2018 у Wayback Machine.](укр.)(англ.)(рос.) http://journals.uran.ua/index.php/2307-0404 [Архівовано 27 лютого 2018 у Wayback Machine.] OJS |
| Медієвістика. Історія Церкви, науки і культури |                                                                                                 |                | |
| Международный научный журнал "Прикладная механика" * |                                                                                                 |                | |
| Меліорація і водне господарство |                                                                                                 |                | |
| Менеджмент |                                                                                                 |                | |
| Металеві конструкції |                                                                                                 |                | |
| Металл и литье Украины * |                                                                                                 |                | |
| Металлофизика и новейшие технологии * |                                                                                                 |                | |
| Металлургическая и горнорудная промышленность * |                                                                                                 |                | |
| Металлургическая теплотехника |                                                                                                 |                | |
| Металознавство та обробка металів * |                                                                                                 |                | |
| Металознавство та термічна обробка металів |                                                                                                 |                | |
| Металургія |                                                                                                 |                | |
| Методи розв’язування прикладних задач механіки деформівного твердого тіла                                                                                            |                                                                                                 |                | |
| Методи та засоби управління розвитком транспортних систем |                                                                                                 |                | |
| Методи та прилади контролю якості |                                                                                                 |                | |
| Методологія досліджень та сучасні соціальні, економічні і психологічні проблеми розвитку суспільства                                                                 |                                                                                                 |                | |
| Методологія, теорія та практика соціологічного аналізу сучасного суспільства                                                                                         |                                                                                                 |                | |
| Методы и объекты химического анализа |                                                                                                 |                | |
| Механика твердого тела |                                                                                                 |                | |
| Механізація, екологізація та конвертація біосировини у тваринництві                                                                                                  |                                                                                                 |                | |
| Механізація та електрифікація сільського господарства |                                                                                                 |                | |
| Механіка гіроскопічних систем |                                                                                                 |                | |
| Механіка та машинобудування |                                                                                                 |                | |
| Мистецтво лікування |                                                                                                 |                | |
| Мистецтвознавство |                                                                                                 |                | |
| Мистецтвознавство України: Збірник наукових праць |                                                                                                 |                | |
| Мистецтвознавчі записки |                                                                                                 |                | |
| Митна справа |                                                                                                 |                | |
| Міжвідомчий науково-технічний збірник "Вимірювальна техніка та метрологія"                                                                                           |                                                                                                 |                | |
| Міжвідомчий науково-технічний збірник "Геодезія, картографія і аерофотознімання"                                                                                     |                                                                                                 |                | |
| Міжнародна економічна політика |                                                                                                 |                | |
| Міжнародний вісник медицини |                                                                                                 |                | |
| Міжнародний інформаційний науково-технічний журнал «Вагонний парк»                                                                                                   |                                                                                                 |                | |
| Міжнародний інформаційний науково-технічний журнал «Локомотив-інформ»                                                                                                |                                                                                                 |                | |
| Міжнародний медичний журнал * |                                                                                                 |                | |
| Міжнародний науковий журнал "Механізм регулювання економіки" |                                                                                                 |                | |
| Міжнародний науковий форум: соціологія, психологія, педагогіка, менеджмент                                                                                           |                                                                                                 |                | |
| Міжнародний науково-виробничий журнал "Економіка АПК" * |                                                                                                 |                | |
| Міжнародний науково-практичний журнал «Товари і ринки» * |                                                                                                 |                | |
| Міжнародний неврологічний журнал |                                                                                                 |                | |
| Міжнародні зв’язки України: наукові пошуки і знахідки |                                                                                                 |                | |
| Мікробіологічний журнал * |                                                                                                 |                | |
| Мікробіологія і біотехнологія |                                                                                                 |                | |
| Мінералогічний журнал * |                                                                                                 |                | |
| Мінералогічний збірник |                                                                                                 |                | |
| Мінеральні ресурси України |                                                                                                 |                | |
| МІСТ: Мистецтво, історія, сучасність, теорія: Збірник наукових праць з мистецтвознавства і культурології                                                             |                                                                                                 |                | |
| Містобудування та територіальне планування |                                                                                                 |                | |
| Мова * |                                                                                                 |                | |
| Мова і культура |                                                                                                 |                | |
| Мовні і концептуальні картини світу |                                                                                                 |                | |
| Мовознавство |                                                                                                 |                | |
| Мовознавчий вісник |                                                                                                 |                | |
| Модели управления в рыночной экономике |                                                                                                 |                | |
| Моделювання регіональної економіки |                                                                                                 |                | |
| Моделювання та інформаційні системи в економіці |                                                                                                 |                | |
| Моделювання та інформаційні технології |                                                                                                 |                | |
| Молода спортивна наука України |                                                                                                 |                | |
| Молодіжний науковий вісник. Збірник наукових праць Волинського національного університету імені Лесі Українки. Фізичне виховання і спорт                             |                                                                                                 |                | |
| Молодь і ринок |                                                                                                 |                | |
| Морський гідрофізичний журнал |                                                                                                 |                | |
| Морський екологічний журнал * |                                                                                                 |                | |
| Морфологія |                                                                                                 |                | |
| Музейний вісник |                                                                                                 |                | |
| Музикознавчі студії Інституту мистецтв Волинського національного університету імені Лесі Українки та Національної музичної академії України імені П. І. Чайковського |                                                                                                 |                | |
| Музична україністика: сучасний вимір |                                                                                                 |                | |
| Музичне мистецтво |                                                                                                 |                | |
| Музичне мистецтво і культура. Науковий вісник ОДМА імені А. В. Нежданової                                                                                            |                                                                                                 |                | |
| Мультиверсум. Філософський альманах |                                                                                                 |                | |

## Н
| Назва журналу | Засновники                                           | Рік заснування | Примітки   |
| --- | ---------------------------------------------------- | -------------- | ---------- |
| Навчання і виховання обдарованої особистості: теорія і практика                                                                                            |                                                      |                |            |
| Наддніпрянська Україна: історичні процеси, події, постаті                                                                                                  |                                                      |                |            |
| Надійність інструменту та оптимізація технологічних систем                                                                                                 |                                                      |                |            |
| Наносистеми, наноматеріали, нанотехнології * |                                                      |                |            |
| Наноструктурное материаловедение * |                                                      |                |            |
| Народна освіта |                                                      |                |            |
| Народна творчість та етнографія * |                                                      |                |            |
| Народознавчі зошити | Інститут народознавства НАН України                  | 1995           |            |
| Насінництво * |                                                      |                |            |
| Наука в олимпийском спорте |                                                      |                |            |
| Наука і освіта * |                                                      |                |            |
| Наука і правоохорона |                                                      |                |            |
| Наука і сучасність |                                                      |                |            |
| Наука і техніка Повітряних Сил Збройних Сил України |                                                      |                |            |
| Наука й економіка |                                                      |                |            |
| Наука молода |                                                      |                |            |
| Наука. Релігія. Суспільство |                                                      |                |            |
| Наука та інновації * |                                                      |                |            |
| Наука та наукознавство |                                                      |                |            |
| Наукова скарбниця освіти Донеччини * |                                                      |                |            |
| Наукове пізнання: методологія та технологія |                                                      |                |            |
| Науковий вісник (Одеса) |                                                      |                |            |
| Науковий вісник Академії муніципального управління |                                                      |                |            |
| Науковий вісник Академії муніципального управління, серія "Право"                                                                                          |                                                      |                |            |
| Науковий вісник Академії муніципального управління, серія "Техніка"                                                                                        |                                                      |                |            |
| Науковий вісник «Асканія-Нова» |                                                      |                |            |
| Науковий вісник будівництва |                                                      |                |            |
| Науковий вісник Буковинської державної фінансової академії                                                                                                 |                                                      |                |            |
| Науковий вісник ветеринарної медицини |                                                      |                |            |
| Науковий вісник Волинського національного університету імені Лесі Українки                                                                                 |                                                      |                |            |
| Науковий вісник Дипломатичної академії України |                                                      |                |            |
| Науковий вісник Дніпропетровського державного університету внутрішніх справ                                                                                |                                                      |                |            |
| Науковий вісник Івано-Франківського національного технічного університету нафти і газу                                                                     |                                                      |                |            |
| Науковий вісник Ізмаїльського державного гуманітарного університету                                                                                        |                                                      |                |            |
| Науковий вісник Інституту міжнародних відносин НАУ. Серія: економіка, право, політологія, туризм                                                           |                                                      |                |            |
| Науковий вісник кафедри ЮНЕСКО КНЛУ. Серія "Філологія, педагогіка, психологія"                                                                             |                                                      |                |            |
| Науковий вісник Київського національного університету театру, кіно і телебачення імені І. К. Карпенка-Карого                                               |                                                      |                |            |
| Науковий вісник Луганського національного аграрного університету (5 серій)                                                                                 |                                                      |                |            |
| Науковий вісник Львівського державного університету внутрішніх справ                                                                                       |                                                      |                |            |
| Науковий вісник Львівського державного університету внутрішніх справ (серія економічна)                                                                    |                                                      |                |            |
| Науковий вісник Львівського державного університету внутрішніх справ (серія психологічна)                                                                  |                                                      |                |            |
| Науковий вісник Львівського національного університету ветеринарної медицини та біотехнологій ім. С. З. Ґжицького                                          |                                                      |                |            |
| Науковий вісник Мелітопольського державного педагогічного університету. Серія: Педагогіка                                                                  |                                                      |                |            |
| Науковий вісник Миколаївського державного університету імені В.О. Сухомлинського                                                                           |                                                      |                | (4 серії)  |
| Науковий вісник Національного гірничого університету |                                                      |                |            |
| Науковий вісник Національного медичного університету імені О.О. Богомольця                                                                                 |                                                      |                |            |
| Науковий вісник Національного університету біоресурсів і природокористування України                                                                       |                                                      |                |            |
| Науковий вісник Національного університету біоресурсів і природокористування України. Серія: Агрономія                                                     |                                                      |                |            |
| Науковий вісник Національного університету біоресурсів і природокористування України. Серія: Біологія, біотехнологія, екологія                             |                                                      |                |            |
| Науковий вісник Національного університету біоресурсів і природокористування України. Серія: Ветеринарна медицина, якість і безпека продукції тваринництва |                                                      |                |            |
| Науковий вісник Національного університету біоресурсів і природокористування України. Серія: Економіка, аграрний менеджмент, бізнес                        |                                                      |                |            |
| Науковий вісник Національного університету біоресурсів і природокористування України. Серія: Лісівництво та декоративне садівництво                        |                                                      |                |            |
| Науковий вісник Національного університету біоресурсів і природокористування України. Серія: Педагогіка, психологія, філософія                             |                                                      |                |            |
| Науковий вісник Національного університету біоресурсів і природокористування України. Серія: Право                                                         |                                                      |                |            |
| Науковий вісник Національного університету біоресурсів і природокористування України. Серія: Техніка та енергетика АПК                                     |                                                      |                |            |
| Науковий вісник Національного університету біоресурсів і природокористування України. Серія: Технологія виробництва і переробки продукції тваринництва     |                                                      |                |            |
| Науковий вісник Національного університету державної податкової служби України (економіка, право)                                                          |                                                      |                |            |
| Науковий вісник Національної академії внутрішніх справ |                                                      |                |            |
| Науковий вісник Національної музичної академії України імені П.І. Чайковського                                                                             |                                                      |                |            |
| Науковий вісник НЛТУ України |                                                      |                |            |
| Науковий вісник Південноукраїнського державного педагогічного університету ім. К.Д. Ушинського                                                             |                                                      |                |            |
| Науковий вісник Полтавського університету споживчої кооперації України. Серія "Економічні науки"                                                           |                                                      |                |            |
| Науковий вісник Ужгородського університету |                                                      |                | (11 серій) |
| Науковий вісник Українського науково-дослідного інституту пожежної безпеки                                                                                 |                                                      |                |            |
| Науковий вісник: Фінанси, банки, інвестиції |                                                      |                |            |
| Науковий вісник ХДМІ |                                                      |                |            |
| Науковий вісник Херсонського державного університету. Серія "Лінгвістика"                                                                                  |                                                      |                |            |
| Науковий вісник Чернівецького національного університету імені Юрія Федьковича                                                                             |                                                      |                |            |
| Науковий вісник Чернівецького національного університету імені Юрія Федьковича. Серія: германська філологія                                                |                                                      |                |            |
| Науковий вісник Чернівецького національного університету імені Юрія Федьковича. Серія: Комп’ютерні системи та компоненти                                   |                                                      |                |            |
| Науковий вісник Чернівецького національного університету імені Юрія Федьковича. Серія: правознавство                                                       |                                                      |                |            |
| Науковий вісник Чернівецького національного університету імені Юрія Федьковича. Серія: слов’янська філологія                                               |                                                      |                |            |
| Науковий вісник Чернівецького національного університету імені Юрія Федьковича. Серія: фізика, електроніка                                                 |                                                      |                |            |
| Науковий вісник Чернівецького університету |                                                      |                | (6 серій)  |
| Науковий вісник Чернівецького університету. Біологія (Біологічні системи)                                                                                  |                                                      |                |            |
| Науковий вісник Чернігівського державного інституту економіки і управління *                                                                               |                                                      |                |            |
| Науковий журнал «Менеджер. Вісник Донецького державного університету управління»                                                                           |                                                      |                |            |
| Науковий і культурно-просвітній краєзнавчий часопис "Галичина"                                                                                             |                                                      |                |            |
| Науковий часопис НПУ імені М. П. Драгоманова. Серія 1. Фізико-математичні науки                                                                            |                                                      |                |            |
| Науковий часопис НПУ імені М. П. Драгоманова. Серія 2. Комп'ютерно-орієнтовані системи навчання                                                            |                                                      |                |            |
| Науковий часопис НПУ імені М. П. Драгоманова. Серія 3. Фізика і математика у вищій і середній школі                                                        |                                                      |                |            |
| Науковий часопис НПУ імені М. П. Драгоманова. Серія 4. Географія і сучасність                                                                              |                                                      |                |            |
| Науковий часопис НПУ імені М. П. Драгоманова. Серія 5. Педагогічні науки: реалії та перспективи                                                            |                                                      |                |            |
| Науковий часопис НПУ імені М. П. Драгоманова. Серія 6. Історичні науки                                                                                     |                                                      |                |            |
| Науковий часопис НПУ імені М. П. Драгоманова. Серія 7. Релігієзнавство. Культурологія. Філософія                                                           |                                                      |                |            |
| Науковий часопис НПУ імені М. П. Драгоманова. Серія 8. Філологічні науки (мовознавство і літературознавство)                                               |                                                      |                |            |
| Науковий часопис НПУ імені М. П. Драгоманова. Серія 9. Сучасні тенденції розвитку мов                                                                      |                                                      |                |            |
| Науковий часопис НПУ імені М. П. Драгоманова. Серія 10. Проблеми граматики і лексикології української мови                                                 |                                                      |                |            |
| Науковий часопис НПУ імені М. П. Драгоманова. Серія 11. Соціологія. Соціальна робота. Соціальна педагогіка. Управління                                     |                                                      |                |            |
| Науковий часопис НПУ імені М. П. Драгоманова. Серія 12. Психологічні науки                                                                                 |                                                      |                |            |
| Науковий часопис НПУ імені М. П. Драгоманова. Серія 13. Проблеми трудової та професійної підготовки                                                        |                                                      |                |            |
| Науковий часопис НПУ імені М. П. Драгоманова. Серія 14. Теорія і методика мистецької освіти                                                                |                                                      |                |            |
| Науковий часопис НПУ імені М. П. Драгоманова. Серія 15. Науково-педагогічні проблеми фізичної культури (фізична культура і спорт)                          |                                                      |                |            |
| Науковий часопис НПУ імені М. П. Драгоманова. Серія 16. Творча особистість учителя: проблеми теорії і практики                                             |                                                      |                |            |
| Науковий часопис НПУ імені М. П. Драгоманова. Серія 17. Теорія і практика навчання та виховання                                                            |                                                      |                |            |
| Науковий часопис НПУ імені М. П. Драгоманова. Серія 18. Економіка і право                                                                                  |                                                      |                |            |
| Науковий часопис НПУ імені М. П. Драгоманова. Серія 19. Корекційна педагогіка та спеціальна психологія                                                     |                                                      |                |            |
| Науковий часопис НПУ імені М. П. Драгоманова. Серія 20. Біологія                                                                                           |                                                      |                |            |
| Науковий часопис НПУ імені М. П. Драгоманова. Серія 22. Політичні науки та методика викладання соціально-політичних дисциплін                              |                                                      |                |            |
| Наукові вісті Далівського університету |                                                      |                |            |
| Наукові вісті Національного технічного університету України "Київський політехнічний інститут"                                                             |                                                      |                |            |
| Наукові доповіді Національного університету біоресурсів і природокористування України                                                                      |                                                      |                |            |
| Наукові записки (Львів) |                                                      |                |            |
| Наукові записки Вінницького державного педагогічного університету імені Михайла Коцюбинського. Серія: Географія                                            |                                                      |                |            |
| Наукові записки Вінницького державного педагогічного університету імені Михайла Коцюбинського. Серія: Історія                                              |                                                      |                |            |
| Наукові записки Вінницького державного педагогічного університету імені Михайла Коцюбинського. Серія: Педагогіка, психологія                               |                                                      |                |            |
| Наукові записки Вінницького державного педагогічного університету імені Михайла Коцюбинського. Серія: Філологія                                            |                                                      |                |            |
| Наукові записки з української історії |                                                      |                |            |
| Наукові записки. Збірник праць молодих вчених та аспірантів                                                                                                |                                                      |                |            |
| Наукові записки Інституту журналістики |                                                      |                |            |
| Наукові записки Інституту законодавства Верховної Ради України                                                                                             |                                                      |                |            |
| Наукові записки Інституту політичних і етнонаціональних досліджень ім. І. Ф. Кураса                                                                        |                                                      |                |            |
| Наукові записки Київського інституту туризму, економіки і права                                                                                            |                                                      |                |            |
| Наукові записки «Літературознавство», Збірник наукових праць Харківського національного педагогічного університету імені Г. С. Сковороди                   |                                                      |                |            |
| Наукові записки Львівського університету бізнесу та права                                                                                                  |                                                      |                |            |
| Наукові записки НаУКМА |                                                      |                | (13 серій) |
| Наукові записки Національного університету "Острозька академія"                                                                                            |                                                      |                |            |
| Наукові записки. Серія: Історичні науки |                                                      |                |            |
| Наукові записки. Серія: Педагогічні науки |                                                      |                |            |
| Наукові записки. Серія: Філологічні науки |                                                      |                |            |
| Наукові записки (серія педагогічні та історичні науки) |                                                      |                |            |
| Наукові записки. Серія: Психолого-педагогічні науки. (Ніжинський державний університет імені Миколи Гоголя)                                                |                                                      |                |            |
| Наукові записки Тернопільського національного педагогічного університету імені Володимира Гнатюка *                                                        |                                                      |                |            |
| Наукові записки Тернопільського національного педагогічного університету імені Володимира Гнатюка. Серія: Історія *                                        |                                                      |                |            |
| Наукові записки Українського науково-дослідного інституту зв'язку                                                                                          |                                                      |                |            |
| Наукові записки. Філологічні науки |                                                      |                |            |
| Наукові записки Харківського університету Повітряних сил. Соціальна філософія, психологія                                                                  |                                                      |                |            |
| Наукові збірки Львівської національної музичної академії ім. М. В. Лисенка                                                                                 |                                                      |                |            |
| Наукові зошити історичного факультету Львівського університету                                                                                             |                                                      |                |            |
| Наукові нотатки * |                                                      |                |            |
| Наукові праці (Миколаїв) |                                                      |                | (10 серій) |
| Наукові праці Вищого навчального закладу "Донецький національний технічний університет". Серія: "Педагогіка, психологія і соціологія"                      |                                                      |                |            |
| Наукові праці Вінницького національного технічного університету                                                                                            |                                                      |                |            |
| Наукові праці Донецького національного технічного університету. Серія: Гірничо-геологічна                                                                  |                                                      |                |            |
| Наукові праці Донецького національного технічного університету. Серія: Гірничо-електромеханічна                                                            |                                                      |                |            |
| Наукові праці Донецького національного технічного університету. Серія: Економічна                                                                          |                                                      |                |            |
| Наукові праці Донецького національного технічного університету. Серія: Електротехніка і енергетика                                                         |                                                      |                |            |
| Наукові праці Донецького національного технічного університету. Серія: Інформатика, кібернетика та обчислювальна техніка                                   |                                                      |                |            |
| Наукові праці Донецького національного технічного університету. Серія: Машинобудування і машинознавство                                                    |                                                      |                |            |
| Наукові праці Донецького національного технічного університету. Серія: Металургія                                                                          |                                                      |                |            |
| Наукові праці Донецького національного технічного університету. Серія: Обчислювальна техніка та автоматизація                                              |                                                      |                |            |
| Наукові праці Донецького національного технічного університету. Серія: Проблеми моделювання та автоматизації проектування                                  |                                                      |                |            |
| Наукові праці Донецького національного технічного університету. Серія: Хімія і хімічна технологія                                                          |                                                      |                |            |
| Наукові праці історичного факультету Запорізького національного університету                                                                               |                                                      |                |            |
| Наукові праці Кам’янець-Подільського національного університету імені Івана Огієнка. Історичні науки                                                       |                                                      |                |            |
| Наукові праці Кам’янець-Подільського національного університету імені Івана Огієнка. Філологічні науки                                                     |                                                      |                |            |
| Наукові праці Кам’янець-Подільського національного університету імені Івана Огієнка. Серія: Бібліотекознавство. Книгознавство                              |                                                      |                |            |
| Наукові праці Кіровоградського національного технічного університету. Економічні науки                                                                     |                                                      |                |            |
| Наукові праці Лісівничої академії наук України |                                                      |                |            |
| Наукові праці МАУП |                                                      |                |            |
| Наукові праці Національного авіаційного університету Серія "Юридичний вісник "Повітряне і космічне право"                                                  |                                                      |                |            |
| Наукові праці Національного університету харчових технологій                                                                                               |                                                      |                |            |
| Наукові праці Національної бібліотеки України імені В.І. Вернадського                                                                                      |                                                      |                |            |
| Наукові праці НДФІ |                                                      |                |            |
| Наукові праці Національного університету «Одеська юридична академія»                                                                                       | Національний університет «Одеська юридична академія» |                |            |
| Наукові праці ОНАЗ ім. О. С. Попова |                                                      |                |            |
| Наукові праці південного філіалу Національного університету біоресурсів і природокористування України "Кримський агротехнологічний університет"            |                                                      |                |            |
| Наукові праці Полтавської державної аграрної академії |                                                      |                |            |
| Наукові праці Українського науково-дослідного гідрометеорологічного інституту                                                                              |                                                      |                |            |
| Наукові праці УкрНДМІ НАН України |                                                      |                |            |
| Наукові розвідки з державного та муніципального управління                                                                                                 |                                                      |                |            |
| Наукові студії із соціальної та політичної психології |                                                      |                |            |
| Науково-інформаційний вісник Івано-Франківського університету права імені Короля Данила Галицького                                                         |                                                      |                |            |
| Науково-практичний філософський журнал "Філософія спілкування: філософія, психологія, соціальна комунікація"                                               |                                                      |                |            |
| Науково-теоретичний і громадсько-політичний альманах "Грані"                                                                                               |                                                      |                |            |
| Науково-технічна інформація * |                                                      |                |            |
| Науково-технічний бюлетень (Харків) |                                                      |                |            |
| Науково-технічний бюлетень Інституту біології тварин і Державного науково-дослідного контрольного інституту ветпрепаратів та кормових добавок              |                                                      |                |            |
| Науково-технічний бюлетень Інституту олійних культур ** |                                                      |                |            |
| Наукоємні технології |                                                      |                |            |
| Научные труды Крымского государственного аграрного университета                                                                                            |                                                      |                |            |
| Научный вестник Донбасской государственной машиностроительной академии                                                                                     |                                                      |                |            |
| Нафтова і газова промисловість |                                                      |                |            |
| Нафтогазова енергетика |                                                      |                |            |
| Нафтогазова інженерія |                                                      |                |            |
| Національна безпека: український вимір |                                                      |                |            |
| Національне господарство України: теорія та практика управління                                                                                            |                                                      |                |            |
| Наше право * |                                                      |                |            |
| Нейронауки: теоретичні та клінічні аспекти |                                                      |                |            |
| Нейрофізіологія * |                                                      |                |            |
| Нелинейные граничные задачи |                                                      |                |            |
| Нелінійні коливання * |                                                      |                |            |
| Неперервна професійна освіта: теорія і практика |                                                      |                |            |
| Ніжинська старовина * |                                                      |                |            |
| Нова парадигма |                                                      |                |            |
| Нова педагогічна думка |                                                      |                |            |
| Нова тема |                                                      |                |            |
| Нова філологія |                                                      |                |            |
| Новий Колегіум |                                                      |                |            |
| Новини енергетики |                                                      |                |            |
| Новини стоматології * |                                                      |                |            |
| Нові матеріали і технології в металургії та машинобудуванні                                                                                                |                                                      |                |            |
| Нові сторінки історії Донбасу |                                                      |                |            |
| Нові технології навчання |                                                      |                |            |
| Нові технології. Науковий вісник Кременчуцького університету економіки, інформаційних технологій і управління                                              |                                                      |                |            |
| Новітня філологія |                                                      |                |            |
| Новое в экономической кибернетике |                                                      |                |            |
| Ноосфера і цивілізація |                                                      |                |            |

## О
| Назва журналу                                                                               | Засновники                                                                                  | Рік заснування | Примітки                                                                                       |
| ------------------------------------------------------------------------------------------- | ------------------------------------------------------------------------------------------- | -------------- | ---------------------------------------------------------------------------------------------- |
| Обладнання та технології харчових виробництв                                                |                                                                                             |                |                                                                                                |
| Облік і фінанси АПК                                                                         |                                                                                             |                |                                                                                                |
| Обработка материалов давлением                                                              |                                                                                             |                |                                                                                                |
| Образ                                                                                       |                                                                                             |                |                                                                                                |
| Обрії                                                                                       |                                                                                             |                |                                                                                                |
| Овочівництво і баштанництво                                                                 |                                                                                             |                |                                                                                                |
| Одеський медичний журнал                                                                    |                                                                                             |                |                                                                                                |
| Одеські астрономічні публікації                                                             |                                                                                             |                |                                                                                                |
| Озброєння та військова техніка                                                              | Центральний науково-дослідний інститут озброєння та військової техніки Збройних Сил України | 2014           | Офіційний сайт [Архівовано 27 січня 2019 у Wayback Machine.], щоквартально (укр.)(англ.)(рос.) |
| Онкология                                                                                   |                                                                                             |                |                                                                                                |
| Ономастичні науки                                                                           |                                                                                             |                |                                                                                                |
| Опір матеріалів і теорія споруд                                                             |                                                                                             |                |                                                                                                |
| Оптико-електронні інформаційно-енергетичні технології                                       |                                                                                             |                |                                                                                                |
| Оптимізація виробничих процесів                                                             |                                                                                             |                |                                                                                                |
| Ортопедія, травматологія та протезування *                                                  |                                                                                             |                |                                                                                                |
| Освіта Донбасу                                                                              |                                                                                             |                |                                                                                                |
| Освіта дорослих: теорія, досвід, перспективи                                                |                                                                                             |                |                                                                                                |
| Освіта і управління                                                                         |                                                                                             |                |                                                                                                |
| Освіта на Луганщині                                                                         |                                                                                             |                |                                                                                                |
| Освіта, наука і культура на Поділлі. Збірник наукових праць                                 |                                                                                             |                |                                                                                                |
| Освіта регіону                                                                              |                                                                                             |                |                                                                                                |
| Освітологічний дискурс                                                                      | Київський столичний університет імені Бориса Грінченка                                      | 2010           | Офіційний сайт , щоквартально (укр.)(англ.)                                                    |
| Основи та фундаменти                                                                        |                                                                                             |                |                                                                                                |
| Офтальмологический журнал                                                                   |                                                                                             |                |                                                                                                |
| Охорона праці та навколишнього середовища на підприємствах гірничо-металургійного комплексу |                                                                                             |                |                                                                                                |

## П
| Назва журналу | Засновники                                | Рік заснування | Примітки |
| --- | ----------------------------------------- | -------------- | -------- |
| Палеонтологічний збірник |                                           |                |          |
| Пам'ятки |                                           |                |          |
| Пам'ять століть. Україна |                                           |                |          |
| Панорама політологічних студій: науковий вісник Рівненського державного гуманітарного університету                                             |                                           |                |          |
| Патологія |                                           |                |          |
| Педагогіка вищої та середньої школи |                                           |                |          |
| Педагогіка і психологія |                                           |                |          |
| Педагогіка і психологія професійної освіти |                                           |                |          |
| Педагогіка, психологія та медико-біологічні проблеми фізичного виховання і спорту                                                              |                                           |                |          |
| Педагогіка формування творчої особистості у вищій і загальноосвітній школах                                                                    |                                           |                |          |
| Педагогічна освіта: теорія і практика. Психологія. Педагогіка                                                                                  |                                           |                |          |
| Педагогічна теорія і практика |                                           |                |          |
| Педагогічний альманах |                                           |                |          |
| Педагогічний дискурс |                                           |                |          |
| Педагогічний пошук |                                           |                |          |
| Педагогічний процес: теорія і практика |                                           |                |          |
| Педагогічні інновації: ідеї, реалії, перспективи                                                                                               |                                           |                |          |
| Педагогічні науки |                                           |                |          |
| Педагогічні науки: теорія, історія, інноваційні технології                                                                                     |                                           |                |          |
| Педіатрія, акушерство та гінекологія |                                           |                |          |
| Передгірне та гірське землеробство і тваринництво                                                                                              |                                           |                |          |
| Перинатологія і педіатрія |                                           |                |          |
| Перспективи |                                           |                |          |
| Перспективи медицини та біології |                                           |                |          |
| Перспективні напрямки проектування житлових та громадських будівель                                                                            |                                           |                |          |
| Питання атомної науки і техніки |                                           |                |          |
| Питання біоіндикації та екології |                                           |                |          |
| Питання боротьби зі злочинністю |                                           |                |          |
| Питання експериментальної та клінічної медицини                                                                                                |                                           |                |          |
| Питання історії науки і техніки |                                           |                |          |
| Питання історії України |                                           |                |          |
| Питання культурології: Збірник наукових праць                                                                                                  |                                           |                |          |
| Питання літературознавства |                                           |                |          |
| Питання німецької історії |                                           |                |          |
| Питання прикладної математики і математичного моделювання                                                                                      |                                           |                |          |
| Питання проектування та виробництва конструкцій літальних апаратів                                                                             |                                           |                |          |
| Питання стародавньої та середньовічної історії, археології й етнології                                                                         |                                           |                |          |
| Питання степового лісознавства та лісової рекультивації земель                                                                                 |                                           |                |          |
| Південний архів (історичні науки) |                                           |                |          |
| Південний архів (філологічні науки) |                                           |                |          |
| Південноукраїнський правничий часопис |                                           |                |          |
| Під'йомно транспортна техніка |                                           |                |          |
| Підприємництво, господарство і право |                                           |                |          |
| Післядипломна освіта в Україні |                                           |                |          |
| Поверхня |                                           |                |          |
| Пожежна безпека: теорія і практика |                                           |                |          |
| Поліграфія і видавнича справа |                                           |                |          |
| Полімерний журнал |                                           |                |          |
| Політичний менеджмент | Український центр політичного менеджменту | 2001           |          |
| Політологічний вісник |                                           |                |          |
| Політологічні записки |                                           |                |          |
| Політологічні та соціологічні студії |                                           |                |          |
| Порівняльно-педагогічні студії |                                           |                |          |
| Порівняльно-правові дослідження |                                           |                |          |
| Породоразрушающий и металлообрабатывающий инструмент — техника и технология его изготовления и применения                                      |                                           |                |          |
| Порошковая металлургия |                                           |                |          |
| Посібник українського хлібороба |                                           |                |          |
| Постметодика |                                           |                |          |
| Пошукова та екологічна геохімія |                                           |                |          |
| Правничий вісник Університету «КРОК» |                                           |                |          |
| Правничий часопис Донецького університету |                                           |                |          |
| Право і Безпека |                                           |                |          |
| Право і суспільство |                                           |                |          |
| Право та державне управління |                                           |                |          |
| Право та управління |                                           |                |          |
| Право України |                                           |                |          |
| Правова держава. Щорічник наукових праць |                                           |                |          |
| Правова держава |                                           |                |          |
| Правова інформатика |                                           |                |          |
| Правове, нормативне та метролічне забезпечення систем захисту інформації в Україні                                                             |                                           |                |          |
| Правове регулювання економіки |                                           |                |          |
| Правовий вісник Української академії банківської справи                                                                                        |                                           |                |          |
| Практична медицина |                                           |                |          |
| Практична філософія |                                           |                |          |
| Праці Інституту електродинаміки Національної академії наук України                                                                             |                                           |                |          |
| Праці Інституту прикладної математики і механіки НАН України                                                                                   |                                           |                |          |
| Праці міжнародного геометричного центру |                                           |                |          |
| Праці наукового товариства ім. Шевченка |                                           |                |          |
| Праці Одеського політехнічного університету |                                           |                |          |
| Праці Таврійського державного агротехнологічного університету                                                                                  |                                           |                |          |
| Праці Центру пам'яткознавства |                                           |                |          |
| Прикладна гідромеханіка |                                           |                |          |
| Прикладна екологія |                                           |                |          |
| Прикладна статистика. Актуарна та фінансова математика                                                                                         |                                           |                |          |
| Прикладна статистика: проблеми теорії та практики                                                                                              |                                           |                |          |
| Прикладні проблеми механіки і математики |                                           |                |          |
| Природа Західного Полісся та прилеглих територій                                                                                               |                                           |                |          |
| Природничий альманах (серія біологічні науки)                                                                                                  |                                           |                |          |
| Проблеми археології Подніпров'я |                                           |                |          |
| Проблеми безпеки атомних електростанцій і Чорнобиля                                                                                            |                                           |                |          |
| Проблеми безперервної географічної освіти і картографії                                                                                        |                                           |                |          |
| Проблеми безперервної медичної освіти та науки                                                                                                 |                                           |                |          |
| Проблеми взаємодії мистецтв, педагогіки та теорії і практики освіти                                                                            |                                           |                |          |
| Проблеми вивчення історії Української революції 1917—1921 років                                                                                |                                           |                |          |
| Проблеми високотемпературної техніки |                                           |                |          |
| Проблеми водопостачання, водовідведення та гідравліки                                                                                          |                                           |                |          |
| Проблеми гірського тиску |                                           |                |          |
| Проблеми гуманітарних наук. Збірник наукових праць ДДПУ                                                                                        |                                           |                |          |
| Проблеми екології |                                           |                |          |
| Проблеми екології та медицини |                                           |                |          |
| Проблеми екології та охорони природи техногенного регіону                                                                                      |                                           |                |          |
| Проблеми екологічної та медичної генетики і клінічної імунології                                                                               |                                           |                |          |
| Проблеми економіки |                                           |                |          |
| Проблеми експлуатації обладнання шахтних стаціонарних установок                                                                                |                                           |                |          |
| Проблеми екстремальної та кризової психології                                                                                                  |                                           |                |          |
| Проблеми ендокринної патології |                                           |                |          |
| Проблеми етномузикології |                                           |                |          |
| Проблеми загальної енергетики |                                           |                |          |
| Проблеми законності |                                           |                |          |
| Проблеми зіставної семантики |                                           |                |          |
| Проблеми зооінженерії та ветеринарної медицини                                                                                                 |                                           |                |          |
| Проблеми і перспективи розвитку банківської системи України                                                                                    |                                           |                |          |
| Проблеми інженерно-педагогічної освіти |                                           |                |          |
| Проблеми інформатизації та управління |                                           |                |          |
| Проблеми інформаційних технологій |                                           |                |          |
| Проблеми історії України: факти, судження, пошуки                                                                                              |                                           |                |          |
| Проблеми історії України XIX — початку XX ст.                                                                                                  |                                           |                |          |
| Проблеми клінічної педіатрії |                                           |                |          |
| Проблеми легкої і текстильної промисловості України                                                                                            |                                           |                |          |
| Проблеми машинобудування |                                           |                |          |
| Проблеми міжнародних відносин |                                           |                |          |
| Проблеми надзвичайних ситуацій |                                           |                |          |
| Проблеми нафтогазової промисловості |                                           |                |          |
| Проблеми обчислювальної механіки і міцності конструкцій                                                                                        |                                           |                |          |
| Проблеми освіти |                                           |                |          |
| Проблеми остеології |                                           |                |          |
| Проблеми охорони навколишнього природного середовища та екологічної безпеки                                                                    |                                           |                |          |
| Проблеми охорони праці в Україні |                                           |                |          |
| Проблеми педагогічних технологій |                                           |                |          |
| Проблеми підвищення ефективності інфраструктури                                                                                                |                                           |                |          |
| Проблеми підготовки сучасного вчителя |                                           |                |          |
| Проблеми політичної історії України |                                           |                |          |
| Проблеми політичної психології та її роль у становленні громадянина Української держави                                                        |                                           |                |          |
| Проблеми правознавства та правоохоронної діяльності                                                                                            |                                           |                |          |
| Проблеми програмування |                                           |                |          |
| Проблеми радіаційної медицини та радіобіології                                                                                                 |                                           |                |          |
| Проблеми раціонального використання соціально-економічного та природно-ресурсного потенціалу регіону: фінансова політика та інвестиції         |                                           |                |          |
| Проблеми розвитку міського середовища |                                           |                |          |
| Проблеми семантики, прагматики та когнітивної лінгвістики                                                                                      |                                           |                |          |
| Проблеми семантики слова, речення та тексту |                                           |                |          |
| Проблеми системного підходу в економіці |                                           |                |          |
| Проблеми системного підходу в економіці |                                           |                |          |
| Проблеми слов'янознавства |                                           |                |          |
| Проблеми створення, випробування, застосування та експлуатації складних інформаційних систем                                                   |                                           |                |          |
| Проблеми сучасного літературознавства |                                           |                |          |
| Проблеми сучасного підручника |                                           |                |          |
| Проблеми сучасної педагогічної освіти: педагогіка і психологія                                                                                 |                                           |                |          |
| Проблеми сучасності: мистецтво, культура, педагогіка                                                                                           |                                           |                |          |
| Проблеми телекомунікацій |                                           |                |          |
| Проблеми теорії та методології бухгалтерського обліку, контролю і аналізу                                                                      |                                           |                |          |
| Проблеми тертя та зношування |                                           |                |          |
| Проблеми техніки |                                           |                |          |
| Проблеми транспорту |                                           |                |          |
| Проблеми трибології |                                           |                |          |
| Проблеми трудової і професійної підготовки |                                           |                |          |
| Проблеми філософії права |                                           |                |          |
| Проблеми харчування |                                           |                |          |
| Проблемы и перспективы развития сотрудничества между странами Юго-Восточной Европы в рамках Черноморского экономического сотрудничества и ГУАМ |                                           |                |          |
| Проблемы криобиологии |                                           |                |          |
| Проблемы пожарной безопасности |                                           |                |          |
| Проблемы прочности |                                           |                |          |
| Проблемы развития внешнеэкономических связей и привлечения иностранных инвестиций: региональный аспект                                         |                                           |                |          |
| Проблемы старения и долголетия |                                           |                |          |
| Проблемы управления и информатики |                                           |                |          |
| Прогресивні техніка та технології харчових виробництв ресторанного господарства і торгівлі                                                     |                                           |                |          |
| Прогресивні технології і системи машинобудування                                                                                               |                                           |                |          |
| Продовольча індустрія АПК |                                           |                |          |
| Продуктивні сили і регіональна економіка |                                           |                |          |
| Продуктивні сили України |                                           |                |          |
| Продуктивність агропромислового виробництва |                                           |                |          |
| Проектування, виробництво та експлуатація автотранспортних засобів і поїздів                                                                   |                                           |                |          |
| Променева діагностика, променева терапія |                                           |                |          |
| Прометей |                                           |                |          |
| Промислова ботаніка |                                           |                |          |
| Промислова електроенергетика та електротехніка                                                                                                 |                                           |                |          |
| Промислове будівництво та інженерні споруди |                                           |                |          |
| Промышленная теплотехника |                                           |                |          |
| Профілактична медицина (епідеміологія, мікробіологія, вірусологія, паразитологія, інфекційні хвороби)                                          |                                           |                |          |
| Процеси механічної обробки в машинобудуванні                                                                                                   |                                           |                |          |
| Процессы литья |                                           |                |          |
| Психічне здоров'я |                                           |                |          |
| Психолінгвістика |                                           |                |          |
| Психологічні науки: проблеми і здобутки |                                           |                |          |
| Психологічні перспективи |                                           |                |          |
| Психологія і суспільство |                                           |                |          |
| Психолого-педагогічні основи гуманізації навчально-виховного процесу в школі та ВНЗ                                                            |                                           |                |          |
| Психолого-педагогічні проблеми сільської школи                                                                                                 |                                           |                |          |
| Птахівництво |                                           |                |          |
| Публічне адміністрування: теорія та практика                                                                                                   |                                           |                |          |
| Публічне право |                                           |                |          |
| Публічне управління: теорія та практика |                                           |                |          |

## Р
| Назва журналу                                                                              | Засновники | Рік заснування | Примітки                                                               |
| ------------------------------------------------------------------------------------------ | ---------- | -------------- | ---------------------------------------------------------------------- |
| Радиотехника                                                                               |            |                |                                                                        |
| Радіоелектроніка, інформатика, управління                                                  |            |                |                                                                        |
| Радіоелектроніка та інформатика                                                            |            |                |                                                                        |
| Радіоелектронні і комп'ютерні системи                                                      |            |                | Офіційний сайт [Архівовано 17 листопада 2017 у Wayback Machine.](укр.) |
| Радіологічний вісник                                                                       |            |                |                                                                        |
| Радіофізика і радіоастрономія                                                              |            |                |                                                                        |
| Радіофізика та електроніка *                                                               |            |                |                                                                        |
| Разработка рудных месторождений                                                            |            |                |                                                                        |
| Регіональна економіка                                                                      |            |                |                                                                        |
| Регіональна історія України                                                                |            |                |                                                                        |
| Регіональні проблеми архітектури та містобудування                                         |            |                |                                                                        |
| Регіональні аспекти розвитку продуктивних сил України                                      |            |                |                                                                        |
| Реєстрація, зберігання і обробка даних                                                     |            |                |                                                                        |
| Резание и инструменты в технологических системах                                           |            |                |                                                                        |
| Реконструкція житла                                                                        |            |                |                                                                        |
| Релігія та соціум                                                                          |            |                |                                                                        |
| Ренесансні студії                                                                          |            |                |                                                                        |
| Репродуктивное здоровье женщины                                                            |            |                |                                                                        |
| Ресурсоекономні матеріали, конструкції, будівлі та споруди                                 |            |                |                                                                        |
| Ресурсозберігаючі технології виробництва та обробки тиском матеріалів у машинобудуванні    |            |                |                                                                        |
| Рибне господарство України                                                                 |            |                |                                                                        |
| Рибогосподарська наука України                                                             |            |                |                                                                        |
| Ринок праці та зайнятість населення                                                        |            |                |                                                                        |
| Ринок цінних паперів України. Вісник Державної комісії з цінних паперів та фондового ринку |            |                |                                                                        |
| Рідна школа *                                                                              |            |                |                                                                        |
| Розведення і генетика тварин                                                               |            |                |                                                                        |
| Розвиток методів управління та господарювання на транспорті                                |            |                |                                                                        |
| Розвідка та розробка нафтових і газових родовищ                                            |            |                |                                                                        |
| Розробка родовищ                                                                           |            |                |                                                                        |
| Російська філологія. Український вісник                                                    |            |                |                                                                        |
| Рукописна та книжкова спадщина України                                                     |            |                |                                                                        |
| Русская литература. Исследования                                                           |            |                |                                                                        |
| Русский язык, литература, культура в школе и вузе                                          |            |                |                                                                        |

## С
| Назва журналу | Засновники | Рік заснування | Примітки                                 |
| --- | --- | -------------- | ---------------------------------------- |
| Садівництво | |                |                                          |
| Сборник научных трудов Донбасского государственного технического университета                                                 | |                |                                          |
| Сверхтвердые материалы * | |                |                                          |
| Свинарство. Міжвідомчий тематичний науковий збірник                                                                           | |                |                                          |
| Світ геотехніки | |                |                                          |
| Світ медицини та біології | |                |                                          |
| Світ фінансів | |                |                                          |
| Світлотехніка та електроенергетика                                                                                            | |                |                                          |
| Світова література на перехресті культур і цивілізацій. Збірник наукових праць                                                | |                |                                          |
| Світогляд | |                |                                          |
| Селекція і насінництво | |                |                                          |
| Сенсорна електроніка і мікросистемні технології                                                                               | |                |                                          |
| Серце і судини * | |                |                                          |
| Система і структура східнослов'янських мов                                                                                    | |                |                                          |
| Системи контролю навколишнього середовища                                                                                     | |                |                                          |
| Системи обробки інформації | |                |                                          |
| Системи озброєння і військова техніка                                                                                         | |                |                                          |
| Системи управління, навігації та зв'язку                                                                                      | |                |                                          |
| Системне проектування та аналіз характеристик аерокосмічної техніки                                                           | |                |                                          |
| Системні дослідження та інформаційні технології                                                                               | |                |                                          |
| Системні технології | |                |                                          |
| Сіверщина в історії України *                                                                                                 | |                |                                          |
| Сіверянський літопис | |                |                                          |
| Сільський господар | |                |                                          |
| Сільськогосподарська мікробіологія                                                                                            | |                |                                          |
| Сільськогосподарські машини                                                                                                   | |                |                                          |
| Сімейна медицина | |                |                                          |
| Складні системи і процеси | |                |                                          |
| Слобожанський науково-спортивний вісник                                                                                       | |                |                                          |
| Слово і час * | |                |                                          |
| Слов'янський вісник | |                |                                          |
| Слов'янський збірник * | |                |                                          |
| Слов'янський світ | |                |                                          |
| Современная стоматология | |                |                                          |
| Современная электрометаллургия *                                                                                              | |                |                                          |
| Современные проблемы токсикологии                                                                                             | |                |                                          |
| Современные проблемы физического материаловедения                                                                             | |                |                                          |
| Современные строительные конструкции из металла и древесины                                                                   | |                |                                          |
| Сортовивчення та охорона прав на сорти рослин                                                                                 | |                |                                          |
| Соціальна економіка | |                |                                          |
| Соціальна педагогіка: теорія та практика                                                                                      | |                |                                          |
| Соціальна перспектива і регіональний розвиток: філософія, політика, соціологія                                                | |                |                                          |
| Соціальна психологія | Український центр політичного менеджменту | 2001           |                                          |
| Соціальна робота в Україні: теорія і практика                                                                                 | |                |                                          |
| Соціальні виміри суспільства                                                                                                  | |                |                                          |
| Соціальні технології: актуальні проблеми теорії та практики                                                                   | |                |                                          |
| Соціально-економічні проблеми сучасного періоду України                                                                       | |                |                                          |
| Соціально-психологічні проблеми тифлопедагогіки                                                                               | |                |                                          |
| Соціологічні дослідження | |                |                                          |
| Соціологія: теорія, методи, маркетинг                                                                                         | |                |                                          |
| Спелеологія і карстологія | |                |                                          |
| Спеціальні історичні дисципліни: питання теорії та методики                                                                   | |                |                                          |
| Спортивна медицина | |                |                                          |
| Спортивна наука України | |                |                                          |
| Спортивний вісник Придніпров'я                                                                                                | |                |                                          |
| Способи та засоби створення безпечних та здорових умов праці у вугільних шахтах                                               | |                |                                          |
| Сталий розвиток економіки | |                |                                          |
| Стандартизація, сертифікація, якість                                                                                          | |                |                                          |
| Старожитності степового Причорномор'я і Криму                                                                                 | |                |                                          |
| Статистика України * | |                |                                          |
| Степи Європи в епоху середньовіччя *                                                                                          | |                |                                          |
| Стиль і текст | |                |                                          |
| Сторінки воєнної історії України                                                                                              | |                |                                          |
| Сторінки історії | |                |                                          |
| Стратегічна панорама | |                |                                          |
| Стратегічні пріоритети | |                |                                          |
| Стратегія економічного розвитку України                                                                                       | |                |                                          |
| Стратегія розвитку України | |                |                                          |
| Строительные материалы и изделия                                                                                              | |                |                                          |
| Строительство и техногенная безопасность                                                                                      | |                |                                          |
| Строительство. Материаловедение. Машиностроение (4 серії)                                                                     | |                |                                          |
| Студії з архівної справи та документознавства                                                                                 | |                |                                          |
| Судова апеляція | |                |                                          |
| Судово-медична експертиза *                                                                                                   | |                |                                          |
| Судовождение | |                |                                          |
| Судовые энергетические установки                                                                                              | |                |                                          |
| Сумська старовина | |                |                                          |
| Сумський історико-архівний журнал *                                                                                           | |                |                                          |
| Сучасна гастроентерологія *                                                                                                   | |                |                                          |
| Сучасна економіка | |                |                                          |
| Сучасна педіатрія | |                |                                          |
| Сучасна спеціальна техніка | |                |                                          |
| Сучасна українська політика                                                                                                   | Інститут політичних і етнонаціональних досліджень імені І. Ф. Кураса НАН України, Асоціація політичних наук України, Українська академія політичних наук, Український центр політичного менеджменту | 1999           |                                          |
| Сучасне мистецтво | |                |                                          |
| Сучасне промислове та цивільне будівництво                                                                                    | |                |                                          |
| Сучасне птахівництво * | |                |                                          |
| Сучасний захист інформації | |                |                                          |
| Сучасні аспекти військової медицини                                                                                           | |                |                                          |
| Сучасні досягнення геодезичної науки та виробництва                                                                           | |                |                                          |
| Сучасні дослідження з іноземної філології                                                                                     | |                |                                          |
| Сучасні інфекції | |                |                                          |
| Сучасні інформаційні технології та інноваційні методики навчання у підготовці фахівців: методологія, теорія, досвід, проблеми | |                |                                          |
| Сучасні інформаційні технології у сфері безпеки та оборони                                                                    | |                |                                          |
| Сучасні літературознавчі студії                                                                                               | |                |                                          |
| Сучасні медичні технології | |                |                                          |
| Сучасні питання економіки і права *                                                                                           | |                |                                          |
| Сучасні проблеми архітектури та містобудування                                                                                | |                |                                          |
| Сучасні проблеми дослідження, реставрації та збереження культурної спадщини                                                   | |                |                                          |
| Сучасні проблеми металургії                                                                                                   | |                |                                          |
| Сучасні проблеми мовознавства та літературознавства                                                                           | |                |                                          |
| Сучасні проблеми художньої освіти в Україні: Збірник наукових праць                                                           | |                |                                          |
| Сучасні ресурсоенергозберігаючі технології гірничого виробництва                                                              | |                |                                          |
| Сучасні технології в машинобудуванні                                                                                          | |                |                                          |
| Сучасні технології, матеріали і конструкції в будівництві                                                                     | |                |                                          |
| Схід | |                |                                          |
| Схід — Захід (Історико-культурологічний збірник)                                                                              | |                |                                          |
| Східний світ | |                |                                          |
| Східноєвропейський журнал громадського здоров'я                                                                               | |                |                                          |
| Східно-Європейський журнал передових технологій Eastern-European Journal of Enterprise Technologies                           | ПП «ТЕХНОЛОГІЧНИЙ ЦЕНТР», Український державний університет залізничного транспорту | 2003 р.        | Індексується наукометричною базою Scopus |
| Східноєвропейський журнал психолінгвістики                                                                                    | |                |                                          |
| Східно-європейський фізичний журнал                                                                                           | |                |                                          |
| Східнослов'янська філологія                                                                                                   | |                |                                          |
| Східноукраїнський лінгвістичний збірник                                                                                       | |                |                                          |
| Сходознавство | |                |                                          |

## Т
| Назва журналу | Засновники | Рік заснування | Примітки |
| --- | --- | -------------- | --- |
| Таврический вестник информатики и математики | |                | |
| Таврический журнал психиатрии | |                | |
| Таврический медико-биологический вестник | |                | |
| Таврійський вісник освіти | |                | |
| Таврійський науковий вісник | |                | |
| Таїни художнього тексту (до проблеми поетики тексту) | |                | |
| Тваринництво України | |                | |
| Тектоніка і стратиграфія * | |                | |
| Теле- та радіожурналістика | |                | |
| Теоретико-методичні проблеми виховання дітей та учнівської молоді | |                | |
| Теоретическая и экспериментальная химия | |                | |
| Теоретична електротехніка | |                | |
| Теоретична і дидактична філологія | |                | |
| Теоретична та прикладна механіка | |                | |
| Теоретичні і практичні аспекти економіки та інтелектуальної власності | |                | |
| Теоретичні і прикладні проблеми психології | |                | |
| Теоретичні основи будівництва | |                | |
| Теоретичні питання культури, освіти та виховання | |                | |
| Теоретичні та прикладні аспекти геоінформатики * | |                | |
| Теоретичні та прикладні питання державотоворення | |                | |
| Теоретичні та прикладні питання економіки | |                | |
| Теория оптимальных решений | |                | |
| Теорії мікро-макроекономіки | |                | |
| Теорія і методика фізичного виховання | |                | |
| Теорія і методика фізичного виховання і спорту | |                | |
| Теорія і практика будівництва | |                | |
| Теорія і практика викладання української мови як іноземної | |                | |
| Теорія і практика інтелектуальної власності | |                | |
| Теорія і практика металургії | |                | |
| Теорія і практика процесів. Подрібнення, розділення, змішування і ущільнення                                                                                                  | |                | |
| Теорія і практика управління соціальними системами | |                | |
| Теорія і практика фізичного виховання | |                | |
| Теорія ймовірностей та математична статистика | |                | |
| Теорія та методика управління освітою | |                | |
| Теорія та методика фізичного виховання | |                | |
| Теорія та практика державного управління | |                | |
| Теорія та практика судової експертизи і криміналістики | |                | |
| Термоелектрика * | |                | |
| Техника и приборы СВЧ | |                | |
| Техническая диагностика и неразрушающий контроль * | |                | |
| Техническая механика | |                | |
| Технические газы | |                | |
| Техніка і технології АПК * | |                | |
| Техніко-технологічні аспекти розвитку та випробування нової техніки і технологій для сільського господарства України                                                          | |                | |
| Технічна електродинаміка * | |                | |
| Технічна теплофізика та промислова теплоенергетика | |                | |
| Технічні вісті | |                | |
| Техногенно-екологічна безпека та цивільний захист | |                | |
| Технологічний аудит та резерви виробництва [Архівовано 6 січня 2020 у Wayback Machine.] Технологический аудит и резервы производства Technology audit and production reserves | ПП "Технологічний Центр" [Архівовано 13 січня 2020 у Wayback Machine.] Полтавская государственная аграрная академия [Архівовано 15 січня 2020 у Wayback Machine.] | 2011 р.        | ISSN 2664-9969 (Print) ISSN 2706-5448 (Online) http://journals.uran.ua/tarp [Архівовано 6 січня 2020 у Wayback Machine.] |
| Технологические системы | |                | |
| Технология и конструирование в электронной аппаратуре | |                | |
| Технологічна освіта: проблеми, досвід, перспективи | |                | |
| Технологічні комплекси | |                | |
| Технологія і техніка друкарства | |                | |
| Технологія приладобудування | |                | |
| Типологія мовних значень у діахронічному та зіставному аспектах | |                | |
| Товарознавство та інновації | |                | |
| Товарознавчий вісник | |                | |
| Торгівля, комерція, підприємництво | |                | |
| Торгівля і ринок України | |                | |
| Травма | |                | |
| Традиції та новації у вищій архітектурно-художній освіті | |                | |
| Труды института проблем материаловедения НАН Украины. Серия: Композиционные, слоистые и градиентные материалы и покрытия. Электрические контакты и электроды                  | |                | |
| Туберкульоз, легеневі хвороби, ВІЛ-інфекція ** | |                | |

## У
| Назва журналу | Засновники | Рік заснування | Примітки |
| --- | ---------- | -------------- | -------- |
| УглеХимический журнал * |            |                |          |
| Уголь Украины * |            |                |          |
| Украинский химический журнал |            |                |          |
| Україна ХХ ст.: культура, ідеологія, політика                                                                                           |            |                |          |
| Україна: аспекти праці |            |                |          |
| Україна в Центрально-Східній Європі: Студії з історії XIV—XVIII ст.                                                                     |            |                |          |
| Україна. Здоров'я нації |            |                |          |
| Україна: культурна спадщина, національна свідомість, державність                                                                        |            |                |          |
| Україна–Європа–Світ. Міжнародний збірник наукових праць *                                                                               |            |                |          |
| Українознавство |            |                |          |
| Українознавчий альманах |            |                |          |
| Українознавчі студії |            |                |          |
| Українська академія мистецтва. Дослідницькі та наукові методичні праці                                                                  |            |                |          |
| Українська біографістика [Архівовано 2 березня 2012 у Wayback Machine.]                                                                 |            |                |          |
| Українська культура: минуле, сучасне, шляхи розвитку: наукові записки Рівненського державного гуманітарного університету                |            |                |          |
| Українська література в загальноосвітній школі                                                                                          |            |                |          |
| Українська мова |            |                |          |
| Українська мова і література в школі |            |                |          |
| Українська наука: минуле, сучасне, майбутнє                                                                                             |            |                |          |
| Українська національна ідея: реалії та перспективи розвитку                                                                             |            |                |          |
| Українська полоністика |            |                |          |
| Українське журналістикознавство |            |                |          |
| Українське літературознавство |            |                |          |
| Українське мовознавство |            |                |          |
| Українське музикознавство |            |                |          |
| Українське релігієзнавство |            |                |          |
| Український антарктичний журнал |            |                |          |
| Український археографічний щорічник |            |                |          |
| Український біофармацевтичний журнал |            |                |          |
| Український біохімічний журнал |            |                |          |
| Український ботанічний журнал |            |                |          |
| Український визвольний рух |            |                |          |
| Український вісник психоневрології |            |                |          |
| Український географічний журнал * |            |                |          |
| Український гідрометеорологічний журнал *                                                                                               |            |                |          |
| Український журнал гематології та трансфузіології *                                                                                     |            |                |          |
| Український журнал дерматології, венерології, косметології *                                                                            |            |                |          |
| Український журнал екстремальної медицини імені Г. О. Можаєва *                                                                         |            |                |          |
| Український журнал з проблем медицини праці                                                                                             |            |                |          |
| Український журнал клінічної та лабораторної медицини *                                                                                 |            |                |          |
| Український журнал малоінвазивної та ендоскопічної хірургії                                                                             |            |                |          |
| Український журнал нефрології та діалізу                                                                                                |            |                |          |
| Український журнал прикладної економіки                                                                                                 |            |                |          |
| Український журнал телемедицини та медичної телематики                                                                                  |            |                |          |
| Український журнал хірургії |            |                |          |
| Український історичний журнал |            |                |          |
| Український історичний збірник |            |                |          |
| Український кардіологічний журнал |            |                |          |
| Український математичний вісник |            |                |          |
| Український математичний журнал * |            |                |          |
| Український медичний альманах |            |                |          |
| Український медичний часопис |            |                |          |
| Український метрологічний журнал |            |                |          |
| Український міжвідомчий науково-технічний збірник «Автоматизація виробничих процесів у машинобудуванні та приладобудуванні»             |            |                |          |
| Український морфологічний альманах |            |                |          |
| Український науково-медичний молодіжний журнал                                                                                          |            |                |          |
| Український неврологічний журнал * |            |                |          |
| Український нейрохірургічний журнал |            |                |          |
| Український радіологічний журнал |            |                |          |
| Український ревматологічний журнал |            |                |          |
| Український селянин |            |                |          |
| Український соціологічний журнал |            |                |          |
| Український соціум |            |                |          |
| Український стоматологічний альманах |            |                |          |
| Український терапевтичний журнал * |            |                |          |
| Український фізичний журнал * |            |                |          |
| Український щорічник міжнародного права                                                                                                 |            |                |          |
| «Університет» науковий історико-філософський журнал                                                                                     |            |                |          |
| Університетська клініка |            |                |          |
| Університетські наукові записки * |            |                |          |
| Університетські наукові записки. Часопис Івано-Франківського університету права імені Короля Данила Галицького                          |            |                |          |
| Упаковка * |            |                |          |
| Управління, економіка та забезпечення якості в фармації                                                                                 |            |                |          |
| Управління проектами, системний аналіз і логістика                                                                                      |            |                |          |
| Управління проектами та розвиток виробництва                                                                                            |            |                |          |
| Управління розвитком * |            |                |          |
| Управління розвитком складних систем |            |                |          |
| Управління сучасним містом |            |                |          |
| Управляющие системы и машины |            |                |          |
| Урологія |            |                |          |
| Успехи физики металлов * |            |                |          |
| Ученые записки Таврического национального университета им. В. И. Вернадского (3 серії)                                                  |            |                |          |
| Ученые записки Таврического национального университета им. В. И. Вернадского, серия «Биология, химия»                                   |            |                |          |
| Ученые записки Таврического национального университета им. В. И. Вернадского, серия «География»                                         |            |                |          |
| Ученые записки Таврического национального университета им. В. И. Вернадского, серия «Физико-математические науки»                       |            |                |          |
| Ученые записки Таврического национального университета им. В. И. Вернадского, серия «Филология. Социальные коммуникации»                |            |                |          |
| Ученые записки Таврического национального университета им. В. И. Вернадского, серия «Философия. Культурология. Политология. Социология» |            |                |          |
| Ученые записки Таврического национального университета им. В. И. Вернадского, серия «Экономика и управление»                            |            |                |          |
| Ученые записки Таврического национального университета им. В. И. Вернадского, серия «Юридические науки»                                 |            |                |          |

## Ф
| Назва журналу                                                               | Засновники | Рік заснування | Примітки |
| --------------------------------------------------------------------------- | --- | -------------- | --- |
| Фармакологія та лікарська токсикологія («Pharmacology and Drug Toxicology") | Національна академія медичних наук України;Державна установа «Інститут фармакології та токсикології Національної академії медичних наук України»;Державне підприємство «Державний експертний центр МОЗ України»;Всеукраїнська громадська організація «Асоціація фармакологів України». | 2007           | Офіційний сайт [Архівовано 21 листопада 2017 у Wayback Machine.],1 раз на два місяці (укр.)(англ.)(рос.) (Наступник ж. "Ліки", 1997) |
| Фармаком                                                                    | |                | |
| Фармацевтичний журнал                                                       | |                | |
| Фармацевтичний часопис                                                      | |                | |
| Физика аэродисперсных систем                                                | |                | |
| Физика и техника высоких давлений *                                         | |                | |
| Физика низких температур *                                                  | |                | |
| Физико-технические проблемы горного производства                            | |                | |
| Физиология и биохимия культурных растений *                                 | |                | |
| Физическое воспитание студентов                                             | |                | |
| Финансы, учет, банки                                                        | |                | |
| Фізика і хімія твердих тіл                                                  | |                | |
| Фізико-математичне моделювання та інформаційні технології                   | |                | |
| Фізико-хімічна механіка матеріалів *                                        | |                | |
| Фізична активність, здоров'я і спорт                                        | |                | |
| Фізична географія та геоморфологія *                                        | |                | |
| Фізична інженерія поверхні                                                  | |                | |
| Фізична культура, спорт та здоров'я нації                                   | |                | |
| Фізичне виховання, спорт і культура здоров'я у сучасному суспільстві        | |                | |
| Фізіологічний журнал *                                                      | |                | |
| Філологічні дослідження                                                     | |                | |
| Філологічні науки, Полтава                                                  | |                | |
| Філологічні науки, Суми                                                     | |                | |
| Філологічні семінари                                                        | |                | |
| Філологічні студії                                                          | |                | |
| Філологічні трактати                                                        | |                | |
| Філософія і соціологія в контексті сучасної культури                        | |                | |
| Філософія. Культура. Життя                                                  | |                | |
| Філософія науки: традиція та інновації                                      | |                | |
| Філософія освіти                                                            | |                | |
| Філософська думка                                                           | |                | |
| Філософські дослідження                                                     | |                | |
| Філософські обрії                                                           | |                | |
| Філософські проблеми гуманітарних наук                                      | |                | |
| Філософські та методологічні проблеми права                                 | |                | |
| Фінанси, облік і аудит                                                      | |                | |
| Фінанси України                                                             | |                | |
| Фінансове право                                                             | |                | |
| Фінансово-кредитна діяльність: проблеми теорії та практики                  | |                | |
| Фітотерапія. Часопис *                                                      | Приватний вищий навчальний заклад «Київський медичний університет УАНМ», ДП «Комітет з питань народної і нетрадиційної медицини МОЗ України» | 2002           | 4 рази на рік |
| Фольклористичні зошити                                                      | |                | |
| Формування ринкових відносин в Україні                                      | |                | |
| Формування ринкової економіки                                               | |                | |
| Формування ринкової економіки в Україні                                     | |                | |
| Форум права                                                                 | |                | |
| Фотобіологія та фотомедицина                                                | |                | |
| Фундаментальні та прикладні проблеми чорної металургії                      | |                | |

## Х
| Назва журналу                                       | Засновники | Рік заснування | Примітки |
| --------------------------------------------------- | --- | -------------- | --- |
| Харківська хірургічна школа                         | Національна академія медичних наук України ДУ «Інститут загальної та невідкладної хірургії імені В. Т. Зайцева НАМН України», Харківський національний медичний університет                   | 2000, листопад | Паперове видання, виходить 6 разів на рік(укр.)(рос.)                                                                                      |
| Харківський історіографічний збірник                | |                | |
| Харчова наука і технологія                          | |                | |
| Харчова промисловість                               | |                | |
| Хімія і технологія води *                           | |                | |
| Хімічна промисловість України *                     | |                | |
| Хімія металів і сплавів                             | |                | |
| Хімія, фізика та технологія поверхні *              | |                | |
| Хірургія дитячого віку                              | Національна медична академія післядипломної освіти імені П.Л.Шупика, благодійний фонд допомоги дітям з травмами та хірургічними хворобами «ХІТОД» та Всеукраїнська асоціація дитячих хірургів | 2003           | Офіційний сайт [Архівовано 8 січня 2018 у Wayback Machine.], 4 номери на рік(укр.)(рос.)                                                   |
| Хірургія України                                    | Національна медична академія післядипломної освіти імені П.Л.Шупика, Асоціація кардіологів, судинних та серцевих хірургів м. Києва, Асоціація хірургів-гепатологів України                    | 2001, червень  | Офіційний сайт [Архівовано 17 листопада 2017 у Wayback Machine.], 4 рази на рік (березень, червень, вересень, листопад)(укр.)(рос.)(англ.) |
| Хлібопекарська і кондитерська промисловість України | |                | |
| Холодильна техніка і технологія                     | |                | |
| Художня культура. Актуальні проблеми                | |                | |

## Ц
| Назва журналу        | Засновники | Рік заснування | Примітки                                                           |
| -------------------- | ---------- | -------------- | ------------------------------------------------------------------ |
| Цитология и генетика |            |                |                                                                    |
| Цифрові технології   |            |                | Офіційний сайт [Архівовано 7 квітня 2016 у Wayback Machine.](рос.) |
| Цукор України        |            |                |                                                                    |
| Цукрові буряки       |            |                |                                                                    |

## Ч
| Назва журналу                                                        | Засновники | Рік заснування | Примітки |
| -------------------------------------------------------------------- | ---------- | -------------- | -------- |
| Часопис Академії адвокатури України                                  |            |                |          |
| Часопис економічних реформ                                           |            |                |          |
| Часопис картографії *                                                |            |                |          |
| Часопис Київського університету права                                |            |                |          |
| Часопис Національної музичної академії України ім. П.І. Чайковського |            |                |          |
| Часопис соціально-економічної географії                              |            |                |          |
| Часопис української історії                                          |            |                |          |
| Честь і закон                                                        |            |                |          |
| Чорноморська минувшина                                               |            |                |          |
| Чорноморський ботанічний журнал                                      |            |                |          |
| Чорноморський літопис                                                |            |                |          |

## Ш
| Назва журналу                            | Засновники | Рік заснування | Примітки                                                                                        |
| ---------------------------------------- | --- | -------------- | ----------------------------------------------------------------------------------------------- |
| Шевченків світ                           | |                |                                                                                                 |
| Шевченкознавчі студії                    | |                |                                                                                                 |
| Школа першого ступеня: теорія і практика | |                |                                                                                                 |
| Шпитальна хірургія                       | Тернопільська державна медична академія (нині ТДМУ), Інститут урології і нефрології АМН України, Інститут хірургії і транспортології АМН України, Інститут нейрохірургії АМН України, Інститут серцево-судинної хірургії АМН України, Інститут патології крові та трансфузійної медицини АМН України, Київська медична академія післядипломної освіти. | 1998, 2015     | Офіційний сайт [Архівовано 17 листопада 2017 у Wayback Machine.], видається щоквартально (укр.) |

## Щ
| Назва журналу                                                       | Засновники | Рік заснування | Примітки                                          |
| ------------------------------------------------------------------- | --- | -------------- | ------------------------------------------------- |
| Щорічник наукових праць Асоціації серцево-судинних хірургів України | Національний інститут серцево-судинної хірургії ім. М.М.Амосова національної академії наук України, Асоціація "Серцево-судинних хірургів України | 2014           | Офіційний сайт, 4 рази на рік (укр.)(англ.)(рос.) |

## Э
| Назва журналу                                  | Засновники | Рік заснування | Примітки |
| ---------------------------------------------- | ---------- | -------------- | -------- |
| Экология моря                                  |            |                |          |
| Экономика и управление                         |            |                |          |
| Экономика транспортного комплекса              |            |                |          |
| Электроника и связь                            |            |                |          |
| Электронная микроскопия и прочность материалов |            |                |          |
| Электронное моделирование                      |            |                |          |
| Энергосбережение. Энергетика. Энергоаудит      |            |                |          |
| Энерготехнологии и ресурсосбережение * *       |            |                |          |

## Ю
| Назва журналу                                            | Засновники                                           | Рік заснування | Примітки                         |
| -------------------------------------------------------- | ---------------------------------------------------- | -------------- | -------------------------------- |
| Юридична наука                                           |                                                      |                |                                  |
| Юридична наука і практика                                |                                                      |                |                                  |
| Юридична наука, практика і освіта                        |                                                      |                |                                  |
| Юридична психологія та педагогіка                        |                                                      |                |                                  |
| Юридична Україна                                         |                                                      |                |                                  |
| Юридичний вісник                                         | Національний університет «Одеська юридична академія» | 1993           | 4 рази на рік(укр.)(англ.)(рос.) |
| Юридичний вісник Причорномор’я                           |                                                      |                |                                  |
| Юридичний часопис Національної академії внутрішніх справ |                                                      |                |                                  |
| Юриспруденція: теорія і практика                         |                                                      |                |                                  |

## Я
| Назва журналу                   | Засновники | Рік заснування | Примітки |
| ------------------------------- | ---------- | -------------- | -------- |
| Ядерна та радіаційна безпека    |            |                |          |
| Ядерні та радіаційні технології |            |                |          |
| Ядерна фізика та енергетика     |            |                |          |

## Інші
| Назва журналу                                                                            | Засновники | Рік заснування            | Примітки |
| ---------------------------------------------------------------------------------------- | --- | ------------------------- | --- |
| Algebra and Discrete Mathematics                                                         | |                           | |
| Biomedical and Biosocial Anthropology                                                    | |                           | |
| Biopolymers and cell *                                                                   | |                           | |
| Chemistry & Chemical Technology                                                          | |                           | |
| Condensed matter physics                                                                 | |                           | |
| European Journal of Management Issues                                                    | Oles Honchar Dnipro National University | 2012 (переіменовано 2017) | 4 рази на рік(укр.)(англ.)(рос.)                                                                                                |
| Experimental Oncology                                                                    | |                           | |
| Functional materials *                                                                   | |                           | |
| Medix. Anti-aging                                                                        | |                           | |
| Methods of Functional Analysis and Topology                                              | |                           | |
| Photoelectronics                                                                         | |                           | |
| Physics and engineering of millimeter and sub-millimeter waves                           | |                           | |
| ScienceRise                                                                              | ПП "Технологічний Центр" Харківська медична академія післядипломної освіти МОЗ України Державний заклад вищої освіти "Університет менеджменту освіти" Національний фармацевтичний університет | 2014 р.                   | ISSN 2313-8416 (Online) ISSN 2313-6286 (Print) http://journals.uran.ua/sciencerise [Архівовано 9 січня 2020 у Wayback Machine.] |
| Biological Science                                                                       | ПП "Технологічний Центр" Київський національний університет імені Тараса Шевченка | 2016 р.                   | ISSN 2519-8025 (Online) ISSN 2519-8017 (Print) http://journals.uran.ua/sr_bio [Архівовано 15 січня 2020 у Wayback Machine.]     |
| ScienceRise: Medical Science                                                             | ПП "Технологічний Центр" Харківська медична академія післядипломної освіти МОЗ України | 2016 р.                   | ISSN 2519-4798 (Online) ISSN 2519-479X (Print) http://journals.uran.ua/sr_med [Архівовано 20 січня 2020 у Wayback Machine.]     |
| ScienceRise: Pedagogical Education                                                       | ПП "Технологічний Центр" [Державний заклад вищої освіти "Університет менеджменту освіти" | 2016 р.                   | ISSN 2519-4984 (Online) ISSN 2519-4976 (Print) http://journals.uran.ua/sr_edu [Архівовано 19 січня 2020 у Wayback Machine.]     |
| ScienceRise: Pharmaceutical Science                                                      | ПП "Технологічний Центр" Національний фармацевтичний університет | 2016 р.                   | ISSN 2519-4852 (Online) ISSN 2519-4844 (Print) http://journals.uran.ua/sr_pharm [Архівовано 15 січня 2020 у Wayback Machine.]   |
| ScienceRise: Juridical Science                                                           | ПП "Технологічний Центр" Інститут держави і права ім. В.М.Корецького НАН України | 2017 р.                   | ISSN 2523-4145 (Online) ISSN 2523-4153 (Print) http://journals.uran.ua/sr_law [Архівовано 15 січня 2020 у Wayback Machine.]     |
| Semiconductor Physics, Quantum Electronics and Optoelectronics                           | |                           | |
| Studia Germanica et Romanica. (Іноземні мови. Зарубіжна література. Методика викладання) | |                           | |
| Studia Linguistica                                                                       | |                           | |
| Theory of Stochastic Processes *                                                         | |                           | |
| Totallogy-XXI. Постнекласичні дослідження                                                | |                           | |
| Ucrainica Polonica                                                                       | |                           | |
| Ukrainian Journal of Physical Optics                                                     | |                           | http://www.ifo.lviv.ua/journal/ [Архівовано 21 червня 2013 у Wayback Machine.]                                                  |
| Ukrainian Journal of Educational Studies and Information Technology                      | Кафедра інформатики і кібернетики Мелітопольського державного педагогічного університету імені Богдана Хмельницького, Profi.Net.Ua Group                                                      | 2015                      | Офіційний сайт https://uesit.org.ua                                                                                             |
| Ukrainica Bioorganica Acta                                                               | |                           | http://www.bioorganica.org.ua/index_ukr.htm [Архівовано 21 листопада 2017 у Wayback Machine.] Офіційний сайт(укр.)(англ.)       |
| Vita Antiqua                                                                             | |                           | |
| Δοξα/Докса. Збірник наукових праць з філософії та філології                              | |                           | |

## Позначки
- (*)  електронне наукове фахове видання
- (**) видання з терміном затримки представлення у відкритому доступі